# 阿道夫·希特勒的宗教觀點
对於1933年至1945年間統治德國的元首、屠殺600萬猶太人的始作俑者阿道夫·希特勒的宗教信仰一直以來都備受爭議，他對宗教事務的看法隨著時間的推移發生了重大變化：在希特勒一開始的政治生涯中，曾公開表達了對基督教的好感，但後來他的表現讓一些歷史學家稱為「反基督教情緒」。此外他也曾批評了無神論。
希特勒的母親克拉拉·希特勒是一位虔誠的天主教基督徒，並接受過天主教的受洗儀式；他的父親則是一位自由思想家，並對天主教會持懷疑態度。1904年，他在和家人所在地奧地利林茨之羅馬主教座堂經過堅振聖事。根據約翰·威拉德·托蘭德的說法，有目擊者表示希特勒的堅振聖事發起人不得不「從他嘴裡扯出這些話……彷彿整個堅振聖事對他來言都很令人反感似的」。里斯曼指出，據幾位與希特勒一起住在維也納男子之家的目擊者表示，他在18歲離家後便再也沒有參加過彌撒或接受聖事。克里格聲稱希特勒已然放棄了天主教會，而希特勒的最後一位秘書則聲稱他不是所有任何教會的成員。奥托·施特拉塞尔對此聲稱「希特勒是一名無神論者」。
在其執政初期之時，希特勒宣稱自己「不是天主教徒，而乃德意志基督徒」──一支持納粹意識形態的新教團體。希特勒與納粹黨特別提倡了「無宗派」之積極基督徒，旨在拒絕大多數傳統基督教教義，如耶穌的神性，以及舊約等猶太元素。在一個被廣泛引用的評論中，他將耶穌描述為「雅利安戰士」，並與「腐敗法利賽人的權力和自負」和猶太唯物主義相抗爭。希特勒表現出對新教和路德教的偏愛，他說，「透過我，福音派新教教會可以像英國一樣成為公認的教會」，而「偉大的改革者」馬丁·路德「有反抗教皇和天主教會的功勞」。
希特勒政權開始努力將德國新教徒協調成一個聯合的新教帝國教會（但這遭到了認信教會的抵制），並提前採取行動消除政治性天主教。儘管這位納粹領導人因此被天主教會開除教籍，但希特勒同意了與梵蒂岡的政教協定，但隨後經常無視它，並允許對天主教會進行迫害。一些歷史學家堅持認為希特勒和他的核心圈子受到其他宗教的影響：在給朋友的悼詞中，希特勒呼籲他進入瓦爾哈拉，但隨後他表示，在日耳曼多神教中重新建立對奧丁（或沃坦）的崇拜是愚蠢的；此外，希特勒採用了印度教的神聖符號卍字符，並認為伊斯蘭教可能與德國人民兼容。一些歷史學家認為，出於政治原因，他打算推遲衝突，並旨在最終徹底消滅德國基督教，或者至少對其進行改革並適應納粹的觀點。

## 歷史研究

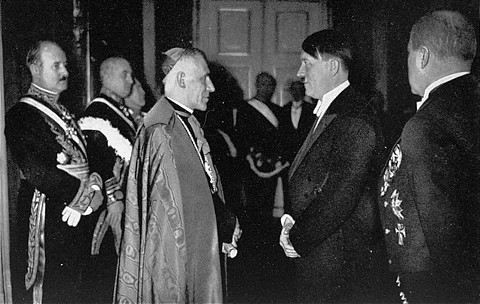
希特勒與教廷大使切薩雷·奧森尼戈

艾倫·布洛克寫道，希特勒從小就信奉天主教，並對其組織力量印象深刻，但他以他認為合理和道德的理由否定了基督教。布洛克還寫道，希特勒「既不相信天主也不相信良心」，但在自己與黑格爾相呼應的觀點中找到了「正當性和赦免」，即英雄高於傳統道德，以及「世界歷史的個人」作為「世界精神意志」代理人的角色，使天主（或稱上帝）的計劃得以實施。在他早期的軍事成功之後，希特勒「完全遺忘了自己的妄自尊大」和「傲慢之罪」，這種誇張的自負使他相信自己不僅僅是一個男人。戰後，布洛克寫道，希特勒想要根除並摧毀教會的影響力，但在那之前他會出於政治原因而謹慎對待之：
在希特勒眼中，基督教是只適合奴隸的宗教；他尤其相當厭惡它的道德規範。他宣稱該教義是對透過鬥爭與弱肉強食的自然法則之反叛。
 — 《希特勒：暴政研究》，by艾倫·布洛克
在世紀之交，著名的希特勒研究專家伊恩·克肖撰寫了一本頗具影響力的希特勒傳記，並使用新的資料來闡述希特勒的宗教觀。他得出的結論是，希特勒是相信神靈的，但仍對基督教會持批評態度：
⋯⋯使德國軍隊『成為世界第一軍隊，無論是在訓練、部隊組建、軍備方面，尤其是在精神教育方面（in der geistigen Erziehung）』，這一點至關重要。否則，德國將會陷入迷失。」希特勒如此宣稱道。
⋯⋯

儘管希特勒在某些場合聲稱想要在（與教會的）衝突中得到喘息的機會，他自己的煽動性言論給了他的下屬們在「教會鬥爭」上升溫所需的一切許可，並相信他們正在為元首而努力⋯⋯希特勒對教會的不耐煩促使敵意頻繁爆發。1937年初，他宣布「基督教毀滅的時機已經成熟」，因此教會必須屈服於「至高無上的國家」，並抨擊「可以想像的最可怕的機構」
英國歷史學家理察·J·埃文斯主要撰寫關於納粹德國和二戰的文章，他指出，希特勒聲稱納粹主義是建立在科學之上的：「他聲稱，科學，很容易摧毀最後剩下的迷信痕跡『德國不能容忍外國勢力的干預，如教皇』；而『牧師』，他稱之為『黑蟲』，『披著黑袍的墮胎』。」
希特勒傳記作者兼英國歷史學家理查德·奥弗里認為希特勒一直是宗教懷疑論者：「史達林和希特勒都想要一種中性的宗教，屈從於國家，而緩慢的科學啟示計劃摧毀了宗教神話的基礎。」奧維寫道，希特勒對所有宗教信仰持懷疑態度，但在政治上保持謹慎，並不會「公開宣揚他的科學觀點」，部分原因是為了保持他自己的觀點與蘇聯共產主義的無神論之間產生區別。他在2004年寫道：
他不是一個虔誠的基督徒，但他卻出乎意料地，成功地向數百萬德國選民掩蓋了他自己的宗教懷疑態度。儘管希特勒經常被描繪成一個新異教徒，或者由他扮演神性的政治宗教核心人物，但他的觀點與布爾什維克敵人的革命偶像破壞有更多共同之處。此外他私下對基督教的幾番發表，顯現了一種深刻的蔑視和冷漠⋯⋯希特勒認為現在所有的宗教都是「頹廢的」；在歐洲，這是「我們現在正在經歷的基督教之崩潰」，而主要的危機來源便是科學。希特勒和史達林一樣，對宗教和科學解釋的不相容性採取了非常現代的觀點。
歷史學家珀西·恩斯特·施拉姆將希特勒拒絕年輕時所信仰的基督教後的個人信仰稱為「第一次世界大戰前相當普遍的的一元論之變種」：據他表示，這些觀念曾間接受到恩斯特·海克爾與其徒弟威廉·博爾舍的影響。他還引用了希特勒的私人醫生之一漢斯·卡爾·馮·哈塞爾巴赫的話說表示，希特勒是一位「有宗教信仰的人，或者說至少他是一位為了宗教的清晰而奮鬥的人」。據馮·哈塞爾巴赫表示，希特勒考量到群眾對宗教的需求，他並不認同馬丁·鮑曼關於將納粹的儀式取代教堂儀式的概念，「他們又討論了幾個小時後，綜合出可以彌補德國人民的宗教分裂的可能性，並幫助他們找到適合他們性格與現代人對世界的理解之宗教。」
希特勒對於上帝的個人觀念為「天意」，比如說，當他最終在1944年7月20日的未遂謀殺倖存下來時，他把這個部分歸功於是天意拯救了他，使他得以繼續完成其使命。事實上，希特勒對天意的概念隨著時間的推移，逐漸把它不可能會判斷失誤的信念逐漸綁在一起。阿爾弗雷德·約德爾在紐倫堡審判曾說，希特勒「對於自己作為國家和戰爭的領導者的無誤性有一種近乎神秘的信念」。他的另一位私人醫生卡爾·勃蘭特表示希特勒把自己當作是「天意的工具。他......被給予德國人民一切並幫助他們走出困境的願望所吞噬。他認為這是他的任務，只有他一個人能夠做到。」
BBC歷史學家勞倫斯·里斯將希特勒與宗教的關係描述為機會主義與實用主義：「他在公開場合上與基督教的關係（實際上為他與一般宗教的關係）是機會主義的表現。目前沒有證據表明他在個人生活中曾有過對基督教會的基本教義表示過任何個人的信仰表現。」考量到《我的奮鬥》中存在宗教典故，里斯寫道，對於該書「最連貫的解讀」為，希特勒準備相信一個最初的創造者天主，但「並不接受傳統基督教的天堂與地獄的觀點，也不接受個人『靈魂』的存續。」
馬克斯·多馬魯斯寫道，希特勒用對一個獨特的的德國「上帝」的信仰來取代對猶太-基督上帝的信仰。他宣稱這個神乃德國的創造者，但他「並非公認意義上的基督徒」。多馬魯斯表示希特勒既不相信有組織的宗教，亦不認為自己是宗教改革者。他寫說希特勒在1937年就已經完全摒棄了對猶太-基督上帝概念的信仰，但他仍繼續在公開演講上使用「上帝」一詞（並非傳統概念上的上帝，而是全新的、獨特的，使德國「如鐵一般生長」的上帝）。是以，希特勒曾在1937年告訴英國記者喬治·沃德·普萊斯道：「我相信天主，我相信他不會拋棄6700萬德國人民，他們將為其在世界的合法地位付出巨大的努力。」雖然希特勒並沒有「遵守其戒律」，但多馬魯斯認為他甚至在剛開始執政的頭幾年保留其成長過程中的天主教思想元素：他直到1933年以前仍然對外稱自己是天主教徒。不過隨著權力的慾望及自我偶像崇拜的毒藥不斷地蔓延，最終把他童年信仰的記憶擠掉，到1937年，他拋棄了自己最後的宗教信仰，並向其同志們宣稱：「現在我感覺自己宛如牧場上的小馬一樣新鮮」。
作家康拉德·海登曾引用希特勒的話表示：「除了德國本身，我們不想要其他任何的天主。我們必須對德國有狂熱的信仰、希望與愛」。德瑞克·黑斯廷斯認為，希特勒在1924年受審時還是一個有信仰的天主教徒，這是「非常合理的」，但他寫道「毫無疑問地，希特勒在第三帝國的整個時期都是基督教的堅定反對者」。
傳記作家約翰·托蘭記述說，在1939年的一場未遂暗殺後，希特勒對晚餐的客人說，教皇庇護十二世寧願看到「陰謀得逞」，「也不是我的朋友」，但托蘭也寫說，1941年的希特勒仍然是「羅馬教會的良好成員，儘管他很討厭那裏的階級制度」。根據根特·路易表示，希特勒一直到死前都未被天主教會逐出。然而，這些作者似乎忽略了一個事實，即希特勒在1931年就與其他所有納粹領導人被逐出教會。雖然他在嬰兒時期就接受過受洗，到了青年還接受過堅振，然而幾乎沒有任何證據可以表明他認為自己在青少年時期就受過教會的教導，無論他聲稱的文化歸屬為何，絕罰對他來說並無任何意義。
迪肯大學的塞繆爾·科恩於2012年寫說：「希特勒是無神論者嗎？答案是可能不是。但要確定他的個人宗教信仰仍然相當困難，而且至今仍爭論不止。」雖然按照傳統或正統的觀念，希特勒顯然不是「基督徒」，但是他確實談到了一個神，其工作為自然與自然法則，「將天主與自然混為一談，以至於讓他們為同一事物」，而基於此，「最近一些研究認為希特勒是自然神論」。肯尼斯·伯克在他關於希特勒反覆出現的宗教形象和符號的著作中得出一結論：「希特勒的思想模式不過是宗教思想的曲解化、誇張化版本」。
理查德·施泰格曼-加爾則認為希特勒就是基督徒。他在2003年寫道，即使在希特勒與基督教機構斷絕關係之後（其時間大概在1937年左右），他看到有證據顯示他仍然繼續高度地尊重耶穌，他也從未將矛頭指向耶穌本尊。在二十世紀20年代的納粹綱領中使用的「積極的基督教」一詞，通常被認為是一種戰術措施，但施泰格曼-加爾則認為他可能是一種「內在邏輯」，而「不僅僅是政治操作」。他認為希特勒至少在30年代初之前就是基督徒，那時候他把耶穌看作是雅利安人對抗猶太人的對象。

## 希特勒的同時代人談其宗教觀

### 阿爾貝特·史佩爾論希特勒的宗教觀
希特勒的密友、建築師兼裝備部長阿尔伯特·斯佩尔在他的回憶錄中提到：「在柏林的政治夥伴中，希特勒對教會發表了嚴厲聲明」，然而「他把教會設想成一個可能對他有用的工具」：
大約1937年左右，當希特勒聽說了在黨和黨衛軍的鼓勵下，他的大量追隨者紛紛離開教會，原因是教會頑固地反對其計劃時，他仍然命令他的主要同志，尤其是戈林和戈培爾等人繼續留在教會中，並表示他自己會一直留在教會之中，哪怕他壓根就沒對天主教會有什麼感情。而事實上，希特勒一直到死前都未曾離開教會。
 — 摘錄自史佩爾的回憶錄《第三帝國內幕》
戈培爾日記中同樣也提到了這個部分。他在1941年4月29日寫道，儘管希特勒是教廷與基督教的「激烈反對者」，但「他出於戰術原因，禁止我離開教會」。
据史佩爾说，希特勒的私人秘書馬丁·鮑曼樂於紀錄希特勒對教會的任何嚴厲聲明，對此其認為鮑曼是該政權反對教會運動的主要推動者。史佩爾認為希特勒確實贊同其做法，但是他更加務實，希望「把這個問題推遲到更有利的時機」：
「一旦我解決了我其他的問題，」希特勒偶爾宣稱，「我將會對教會進行清算。我會讓他們在繩索上搖搖欲墜。」然而，鮑曼不希望這份清算被推遲，他從口袋裡拿出一份文件，並開始宣讀挑釁意味濃厚的布道或牧師信中的段落。希特勒經常因此變得激動...並發誓最終要懲罰那些神職人員......偏偏他又無法立刻展開報復，這使得他陷入了白熱化......
 — 摘錄自史佩爾的回憶錄《第三帝國內幕》
史佩爾寫道，希特勒認為基督教是個不適合「日耳曼人氣質」的宗教：他寫說希特勒表示「你看，擁有錯誤的宗教是我們的不幸。我們為什麼不是信仰日本人的宗教呢？他們可是將為祖國的犧牲視作最高榮譽。穆罕默德的宗教似乎也比基督教更適合我們啊。為什麼我們非得選擇既溫順又軟弱的基督教呢？」史佩爾還寫說其在希特勒身上觀察到「相當多的案例」，好比他對希姆莱和罗森堡的神秘主义观念持否定态度之部分。

### 馬丁·鮑曼論希特勒的宗教觀
希特勒的私人秘書馬丁·鮑曼曾說服之，讓他允許自己可以特別挑選一隊軍官以速記的方式來記錄希特勒說過的任何私人談話，以供後人參考。從1941-44年間，希特勒的話都被記錄到現在被稱之為希特勒餐桌談話的紀錄本中。這些紀錄不僅涉及希特勒對戰爭與文化的看法，還涉及到宗教、文化、哲學、個人願望及他對敵人或朋友的感情之特有態度。史佩爾曾在其回憶錄中指出鮑曼很樂於紀錄希特勒對教會的任何嚴厲聲明：「他幾乎沒有任何東西比對教會的貶低性評論更熱衷的寫下來了」。在該紀錄中，希特勒把基督教說成是建立在「謊言」基礎上的「荒謬」與「虛偽」，他「從未接受之過」。
歷史學家的普遍共識為休·特雷弗-羅珀所翻譯出來的《餐桌談話》所表達的觀點是可靠、可信的。被認為是可靠的《餐桌談話》的言論包括以下引文：「基督教為布爾什維克主義的原形：猶太人將動員大量的奴隸，目的是為破壞社會」。艾倫·布洛克的開創性傳記《希特勒：暴政研究》引用希特勒的話說：「當你走到邏輯的極端，基督教將意味著系統地培養人類的失敗」；這句話也出現在《餐桌談話》，許多觀點也同樣重複在該本子上面，比如：基督教教義是對背叛了透過鬥爭選擇和適者生存的自然法則。
邁克爾·伯利將希特勒對基督教的公開宣稱與《餐桌談話》的言論進行對比後，他認為希特勒真正的宗教觀點是「唯物主義生物學的混合體，對核心的、有別於次要的基督教價值觀的假尼采式蔑視，及一種內斂的反教權主義」。理查德·J·埃文斯在其關於納粹德國三部曲的最後一部中也重申了納粹主義是世俗的、科學的反宗教觀點：「希特勒對基督教的敵意在戰期間達到新的高度，或者說是深度」；該觀點來源自1953年的《餐桌談話》之英譯版本。在《餐桌談話》中，希特勒經常對基督教發表強烈的負面看法，比如「有史以來對人類最沉重的打擊就是基督教的到來，布爾什維克主義是基督教的私生子；這兩者都是猶太人的發明。宗教問題上的許多蓄意謊言都是從基督教帶入這個世界的。」
根據《餐桌談話》的紀錄來看，希特勒對科學的青睞更勝於基督教。1941年10月14日，希特勒在一篇關於基督教命運的文章中表示：「科學不能說謊，因為他總是根據一時的知識情況，努力推導出最真實的東西，所以當他犯錯時，他是出於善意。基督教裁示說謊者，他與自己永遠都處於衝突之中。」希特勒還說宗教將在與時俱進的科學的面前崩潰：「基督教的教條會在進步我們這樣有人居住的世界之時，那麼，基督教教義就會被判定是荒謬的存在。」
此外，希特勒擔心人們與教會的契約崩潰後，他們會改信無神論，他把此狀況視同於「動物的狀態」：「我很信，與教會的契約都只能提供暫時的好處，因為科學精神遲早都會揭示這個妥協的有害物質。因此，國家將把他的存在建立在一個總有一天會崩潰的基礎上。受過教育的人保留了對自然界的神祕感，並在補未知的事物面前鞠躬；另一方面，一個沒有受過教育的人，一旦發現國家在宗教問題上運用錯誤的觀念，而在其他領域則以純粹的科學為基礎的話，他們就會轉向無神論（這就是回到了動物的狀態）。這就是為何我一直讓黨遠離宗教問題的原因。」
根據《餐桌談話》，希特勒認為，耶穌真正的基督教教義早被使徒聖保羅腐蝕了，他把這些教義變成了一種猶太布尔什维克主义，希特勒認為這種教義宣揚「眾生平等，及對唯一的神的服從。這就成了導致羅馬帝國滅亡的原因」。
在《餐桌談話》中，希特勒在1941年10月21日的頁面中讚賞了使徒尤利安的《反加利利人》，一本來自公元362年的反基督教作品。他說「當人們想到一百、兩百年前我們最優秀的人對基督教的看法時，就會慚愧地意識到我們後來的發展有多麼緩慢。我不知道使徒尤利安曾以如此清晰的眼光對基督教與基督徒做出如此判斷......最初，基督教只是布爾什維克主義的化身，是破壞者。然而，這個後來自稱基督的加利利人的意圖卻完全不同。他必須被視為一個受歡迎的領袖，他採取了反猶立場...，可以肯定的是，耶穌不是猶太人──順帶說一句，猶太人認為他是妓女與羅馬士兵生出來的兒子。對耶穌的教義進行決定性的偽造是聖保羅的工作。他以微妙的方式，為了個人利益之目的而從事這項工作，因為這個加利利人的目標把他的國家從猶太人的壓迫中解放出來。他以自己的名義反抗猶太資本主義，這就是為何猶太人清算他的原因。大數的保羅（其名在去大馬士革前為掃羅）是那些最野蠻地迫害耶穌之人之一。」
理查·開利對《餐桌談話》的德語、英語、法語版本的一些段落進行單獨比較，發現在每種情況下，崔佛-羅珀的英語版都是從弗朗索瓦·熱努的法語版翻譯過來的，而非原文德語版；並且法語版包括重大的歪曲，導致其加深了希特勒對基督教的仇恨印象。對此開利的結論為：「崔佛-羅珀的版本應被視為毫無價值而可扔棄的版本。」然而，開利發現有三個德語版本「有個共同的來源，而他應該就是實際著地堡筆記本身」，並因此建議學者們直接與德語版本進行研究。格哈德·賴因伯格在為2013年的崔佛-羅珀《餐桌談話》所做的介紹中也同意，崔佛-羅珀的英語版「來源自弗朗索瓦·熱努的法語版，而非現在任何一個德語版」。在研究過崔佛-羅珀的個人信件與文件後，米卡爾·尼爾森得出結論道，崔佛-羅珀完全知道他的這個版本來源自法語版，但卻從未在公開場合揭示此問題。

### 約瑟夫·戈培爾論希特勒的宗教觀
由希特勒的宣傳部長約瑟夫·戈培爾所撰寫的《戈培爾日記》為希特勒的思想與行動提供重要啟示。在1939年12月28日的日記中，戈培爾寫道：「元首強烈反對建立任何宗教的想法。他不打算成為一名牧師，他唯一的專屬角色是政治家。」在1941年4月8日的一篇文章中，戈培爾寫道：「他贈恨基督教，因為他讓人類中所有高尚的東西全部殘缺不全。」
1937年，戈培爾指出，希特勒對教會的不耐煩「促使其經常爆發敵意」。1937年初，他宣稱「基督教的毀滅時機已經成熟」，教會必須屈服於「國家的首要地位」，抨擊與「可以想像出來的最可怕的機構」的任何妥協。在1941年4月29日的记录中，戈培爾注意到關於教廷與基督教的長時間討論並寫道：「元首是所有這些虛偽行為的強烈反對者」。
1939年，戈培爾寫道，元首知道他將「不得不繞開政教衝突」，但在此期間，「對付教會最好的辦法就是聲稱自己是一位『積極的基督徒』」。
在另一條紀錄中，戈培爾寫道，希特勒「有很深的宗教信仰，但完全反基督教」。戈培爾在1939年12月29日寫道：
元首有很深的宗教信仰，儘管他事實上反對基督教。他認為基督教是腐朽的症狀，這是很正確的。他是猶太民族的一個分支，這可以從他們宗教儀式的相似性看出。兩者（基督教與猶太教）都沒有與動物元素的接觸點，因此他們最終將會被摧毀。元首原則上是一個堅定的素食主義者。
 — 《戈培爾日記》，1939年12月29日
戈培爾在1939年的一篇日記中表示，希特勒在一次談話中「表達了他對基督教的反感。他希望時機可以成熟到讓他可以公開表達這一點。基督教已經敗壞病感染了整個古代世界。」戈培爾寫道，希特勒把前基督教時期的奧古斯都看作歷史的高潮，而未與哥德式思想與「憂鬱的神祕主義」聯繫起來。
日記上還寫說，希特勒認為耶穌「也想採取行動反對猶太人的世界統治，所以猶太人就將他釘在十字架上。保羅則偽造了他的教義，並破壞了古羅馬」。

### 恩斯特·漢夫斯坦格爾與奧托·史特拉瑟論希特勒的宗教觀

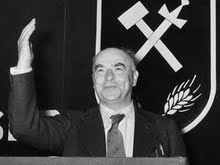
德國政治家兼納粹黨早期成員之一的奥托·施特拉塞尔

奥托·施特拉塞尔是德國政治家，亦為納粹黨早期成員之一。他與他的兄弟格雷戈尔·施特拉塞尔一同為該黨的左翼領導成員。「希特勒在1933年奪權之前或之後大概兩個用內，他從未放棄過他的天主教徒身分，」魏卡特如此寫道，那時候斯特拉瑟正於1920年跟他的兄弟談話說，他對希特勒感到失望，因為：
我們是基督徒。歐洲沒有基督教的話早就沒了。希特勒是無神論者。——奥托·施特拉塞尔
恩斯特·漢夫斯坦格爾是一位德裔美國商人，也是希特勒的密友。然而，他最終與希特勒絕交，並從納粹德國叛逃至美國。他後來把希特勒說成一個未達目的不擇手段的無神論者：
從那時起他就是一個無神論者了。——恩斯特·漢夫斯坦格爾

### 其他
1938年初，奧地利被納粹德國吞併。在此之前，當奧地利總理库尔特·舒施尼格曾前往德國會見希特勒，而根據舒施尼格後來的證詞，希特勒對於德國在德國歷史上的作用感到憤怒，他說：「在整個歷史中，每一種民族思想都被奧地利破壞掉了；事實上，所有這些破壞都是哈布斯堡家族與天主教會一手造成的。」最後希特勒以最後通牒結束了奧地利的獨立主權，並將整個國家交給納粹黨告終。
在1944年的7月20日暗殺未遂後，希特勒在隔天的廣播中將他的倖存歸功於命運使然。德國副新聞主管赫爾穆特·辛德曼對此宣稱：「德國人民必須把希特勒的暗殺未遂視同希特勒將在神聖力量的保護下完成其任務的標誌」。
克肖指出，樞機米歇爾·馮·福爾哈伯（一位曾「敢於批評納粹黨對天主教會進行攻擊的人」）在離開時確信「希特勒有很深的宗教信仰」。1936年11月，這位天主教教士在貝格霍夫與希特勒進行三個小時的交談。他在會議結束後寫道：「帝國總理無疑是生活在對上帝的信仰中。他也承認基督教是西方文化的建設者」。克肖將此案例作為希特勒有能力「蒙蔽頑固的批評者的眼睛」的例子之一，表明希勒「有明顯的能力來模擬，甚至於對可能持批評態度的教會領袖模擬出一個熱衷於維護、保護基督教的領袖形象」。

## 希特勒信仰的公開與私人演變

### 希特勒幼年

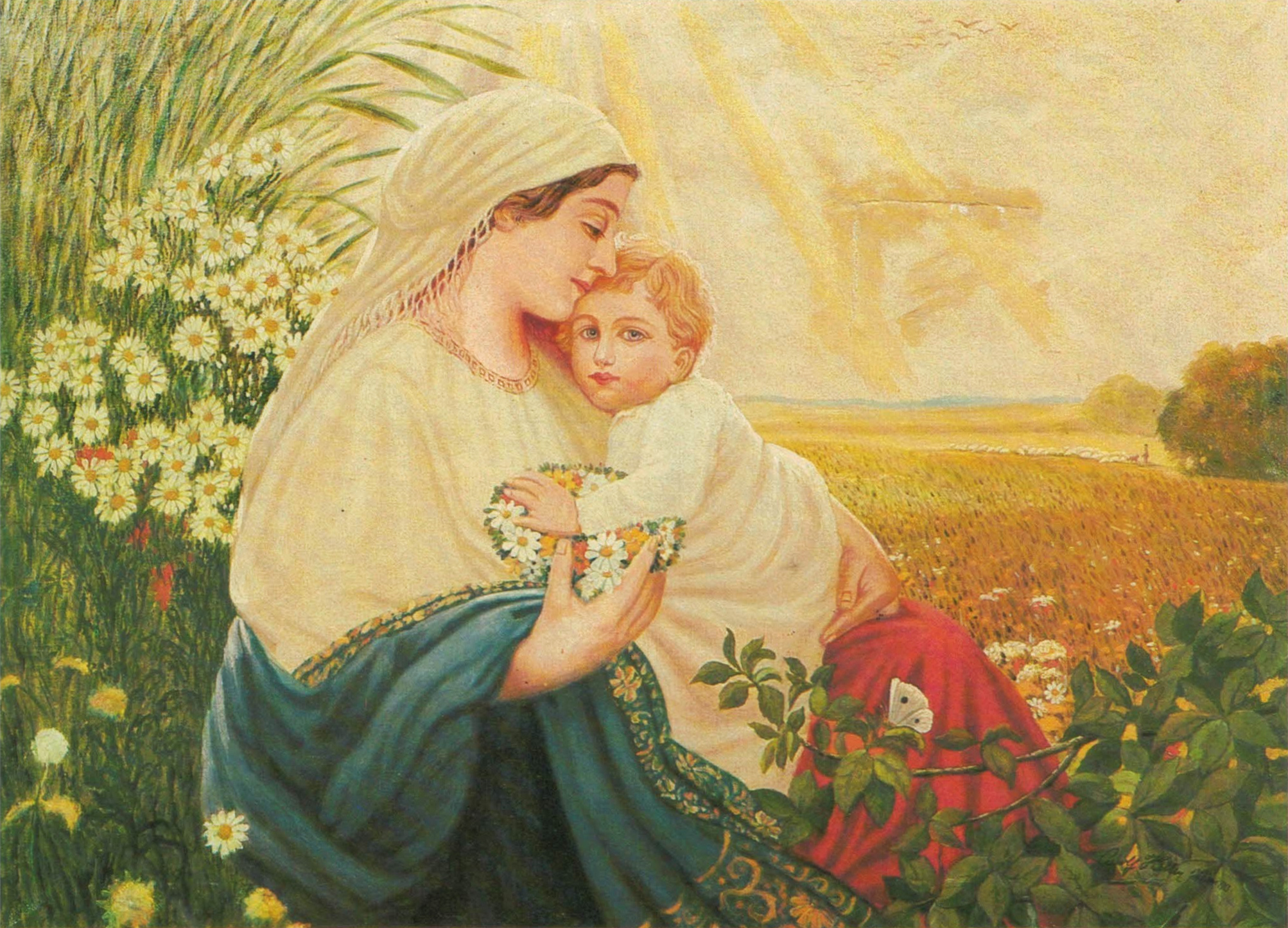
希特勒在1913年畫的《圣母玛利亚与圣婴耶稣基督》

希特勒出生於哈布斯堡奧地利的一家天主教家庭中，然而關於他的童年可靠歷史細節卻寥寥可數。根據希特勒歷史學家伊恩·克肖的說法，希特勒的《我的奮鬥》中對自己生活的反映「在細節上並不準確，解釋上多有色彩」，而在納粹時期提供的訊息「多有疑點」，戰後其家人與熟人的回憶亦然。
在希特勒出生的同一年，即1889年接受了天主教會的受洗。他爸爸阿洛伊斯·希特勒名義上是天主教徒，但他實際上有點懷疑，甚至反基督教。他媽媽克拉拉·希特勒則是個虔诚的天主教信徒。A·N·威爾遜寫道：「有時人們對希特勒的天主教教養做了很多解釋......這是希特勒本人經常影射的事情，他幾乎總是激烈地敵視：『是四角帽！我僅僅看到這些穿著長袍的墮胎者，我就覺得很憤怒！』」希特勒也常吹噓自己在神職學校中對神職人員-教師表示懷疑。其後他上過幾所小學。有六個月的時間，他們家住在蘭巴赫的本篤會對面，在某些時候的下午，希特勒會在那裏的唱詩班上課。希特勒後來在《我的奮鬥》中寫道，在那個時候，他的夢想是有天能接受聖職。
希特勒在1904年5月22日接受了堅振聖事。據里斯曼說，希特勒在少年時期就受到了泛日耳曼主義的薰陶，開始排斥天主教會，並不情願地接受了堅振聖事。傳記作家約翰·托蘭在談到1904年在林茨大教堂舉行的儀式時寫道，希特勒的堅信禮發起人不得不「從他嘴裡扯出這些話……彷彿整個堅振禮對他來言都很令人反感似的」。里斯曼指出，據幾位與希特勒一起住在維也納男子之家的目擊者表示，他在18歲離家後便再也沒有參加過彌撒或接受聖禮。
1909年，希特勒搬到了維也納，據艾倫·布洛克表示，他在那裏的興趣搖擺不定，他閱讀的書籍包括「古羅馬、東方宗教、瑜珈、神秘學、催眠、占星術、新教，每一種都能讓他一時感到興趣......他給人們的印象是不平衡的。他對猶太人、牧師、社會民主黨人與哈布斯堡王朝的仇恨會毫無限制的發洩出來」。
在珀西·恩斯特·施拉姆根據對《餐桌談話》錄音紀錄的分析所編寫的《一個獨裁者的解析》中，引用了希特勒的話說，「經過艱苦的內心鬥爭」後，他已經從年輕時候的宗教信仰中解放出來，所以他感覺自己「像是牧場中的小馬一樣新鮮」。

### 成年與政治生涯

#### 希特勒對於宗教的公開言詞與著作
儘管希特勒個人是持懷疑態度，但是他與宗教的公開關係是一種機會主義的實用案例。在宗教事務中，他很容易採取「適合其直接政治目的」的策略。他通常會根據聽眾的感覺來訂製他給出的訊息。克肖認為應該很少有人能夠真正稱自己「了解」希特勒，他是一個「非常私密、甚至說是隱密的人」，使得他能夠在自己的真實信仰方面欺騙「甚至稱得上是頑固的批評者」。希特勒私底下很蔑视基督教，但他在競選期間，表明了支持基督教的聲明。
希特勒的公開演講中大量提及了「上帝」與「精神」。在《希特勒和史達林：平行生活》中，布洛克寫道希特勒跟他之前的拿破崙一樣，經常使用「神的旨意」來給自己的個人神話掩護，但最終他會跟蘇聯領導人史達林共享「同樣的唯物主義觀點，他是基於19世紀理性主義的確信，即科學的進步終將摧毀所有神話，並以證明基督教的教義很荒謬」：
希特勒的個人神話必須被保護，這樣就他就能跟拿破崙一樣，可經常談論天意，以作為他的使命感之必要投射，哪怕這是無意識的，藉此給他提供了理由與赦免。『他們俄國人，』希特勒在一個場合中表示，『有權去攻擊他們的牧師，但是他們無權攻擊一個最高力量的想法。無庸置疑的，我們是個擁有一種創造性力量的弱小生物。』
 — 摘錄自艾倫·布洛克的著作《希特勒和史達林：平行生活》
克肖寫道，希特勒有一種「模擬的能力，甚至於對可能持批評態度的教會領袖來說，他也是一個熱衷於維護、保護基督教（不受布爾什維克主義影響）的領袖形象」，這有助於轉移教會對他的直接批評，反而會把譴責重點放在已知的「反基督激進分子」身上。

##### 在《我的奮鬥》中的宗教信仰
《我的奮鬥》是希特勒在啤酒館政變失敗被捕後在監獄中所寫的，其中多次提到了「上帝」、「造物主」、「天意」、「主」。
勞倫斯·里斯將這部著作的主旨描述為「黯淡的虛無主義」，他揭示了一個冰冷的宇宙，除了不同人之間為了爭奪霸權之鬥爭外，沒有任何道德結構可言：「《我的奮鬥》中究竟缺了什麼，」里斯道，「這是一個沒有得到應有承認的事實，即對基督教的任何強調」──里斯指出德國已經有一千年的基督教歷史，是以里斯表示「我對《我的奮鬥》最連貫的解釋為，雖然希特勒準備相信一個最初的創造者上帝，但他並不接受基督教的天堂與地獄的觀點，也不接受個人「靈魂」的存續......我們是動物，就跟其他動物一樣，我們都面臨著毀滅者與被毀滅者的抉擇。」
保羅·伯本寫道，就基督教派系而言，希特勒在《我的奮鬥》中宣稱自己為中立──但是他主張政教分離，教會不要關心人民的世俗生活，因為這必須是國家的領域。根據威廉·勞倫斯·夏伊勒說，希特勒「在《我的奮鬥》中抨擊政治性的天主教，並攻擊了兩個主要基督教會，原因是他們沒有認識到種族問題」，同時還警告說，沒有一個政黨能夠成功「產生一場宗教革命」。
希特勒在《我的奮鬥》中寫道，耶穌「毫不掩飾他對猶太人的態度，必要時他甚至會拿起鞭子把這個一如既往的想把宗教當成為商業而存在的工具的，全人類的公敵趕出天主的聖殿。作為報復，耶穌最後被釘在十字架上。」
希特勒在研究如何建立一個全新秩序時認為，一個強大的組織依賴於對所有其他組織的不容忍，是以基督教的偉大來自於「對其自身教義的不屈不撓和狂熱的宣揚與捍衛」。然而，希特勒反對基督教給日耳曼帶來文明之觀點：「因此，把基督教時代之前的德國人說成是沒有文明的野蠻人是非常不公正的，他們從來都不是。」希特勒預言他與天主教會將在納粹德國的安樂死問題上發生衝突，他寫道教會應該應該放棄在非洲的傳教工作，並集中精力說服歐洲人，當他們收養了一個孤兒，能比「給一個病泱泱的孩子生命，並成為所有人痛苦、不快樂的原因」更令天主高興。他宣稱各教會應該放下他們之間的分歧，而是專注於「種族汙染」的問題。
這兩個基督教教派之間相互冷眼旁觀，眼睜睜看著高貴而獨特的生物被褻瀆、毀滅，何況這個生物還是作為天主的恩典寺給這個世界的。然而對於這個世界的未來來說，天主教與新教究竟哪一個成為贏家並不重要，但是雅利安人是否能夠生存與否確實重要。
 — 阿道夫·希特勒，《我的奮鬥》
希特勒聲稱當他作為一位年輕人來到維也納後，他仍不是反猶主義者：「我那時在猶太人身上，我只是看到了一個信仰不同宗教的人群，因此我基於人類的寬容之理由，我反對因為他與我們不同的信仰而對他進行攻擊」。他認為基於宗教而非種族的反猶主義是錯誤的：「基督教社會黨的反猶主義是因為宗教原則，而非種族原則」。相反地，希特勒認為應該要根據猶太人的「種族」來痛斥之。
為了證明納粹侵略的合理性，希特勒將好戰主義與基督教作為羅馬帝國之官方宗教而崛起的過程相提並論：
「今天，敝人可以痛苦地確定，隨著基督教的出現，第一種精神上的恐怖進入了遠為自由的古代世界，但他無法反駁的一個事實是：世界從那時候起就被這種壓迫所折磨、支配，而壓迫只能透過壓迫方可打破，恐懼只能透過恐懼方可打破。只有這樣才能建設性地創造出一種新狀態來。政黨是傾向妥協，而哲學從來不是；政黨甚至會考慮到反對者的存在，哲學則宣稱自己無懈可擊。」
在《我的奮鬥》的其他地方，希特談到了「宇宙的創世者」與「永恆的主」。他還指出雅利安人是上帝創造出來的，透過種族混雜來稀釋他是一種罪過：
「特別是有本土運動思想的人來說，在自己的教派中，每個人都有自己神聖的責任在，使人們不再膚淺的談論上帝的旨意，而是真正履行上帝的旨意，不讓上帝的一言一行因而被褻瀆。因為神的旨意給了他們人的形式、本質與能力。任何破壞他工作的人都是在向主的創造與神聖的意志宣戰。」
在《我的奮鬥》中，希特勒認為耶素是反猶太人的，而非他們中的一員：「基督教的創始人確實毫不掩飾他對猶太民族的評價。當他發現有必要時，他就將那些人類公敵趕出上帝的聖殿」。
德里克·黑斯廷斯寫道，根據希特勒得私人攝影師海因里希·霍夫曼的說法，強烈反猶的希罗尼派天主教牧師伯恩哈德·施登弗勒在20世紀20年代就是希特勒的核心圈子成員之一，其有許多宗教問題經常都找他請教，他還幫助希特勒寫過《我的奮鬥》。後來他在1934年的大清洗中被黨衛軍暗殺。

##### 希特勒論基督教與「積極基督教」

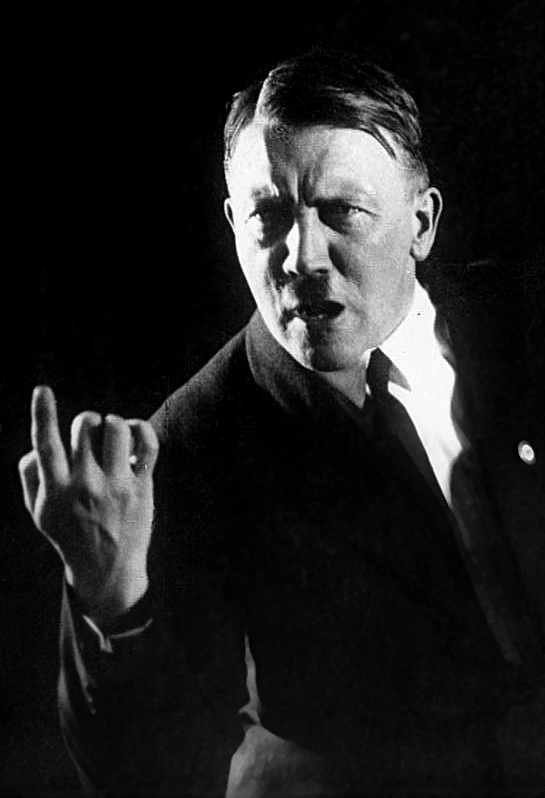
1927年正在排練他的演講的希特勒。由海因里希·霍夫曼拍攝，現存於德國聯邦檔案館。

希特勒在1920年的國家社會主義綱領的第24條贊同其所謂的「積極基督教」，前提是該叫將置於黨的意識形態下，並額外增加一個警告，即他不得冒犯「德國種族的道德感」。該術語不分教派且可以有多種解釋，但他緩解了德國基督教多數派對納粹運動中大部分人經常表達的反基督信念之擔憂。他進一步的提出一個「積極的基督徒」之定義：即他可以打擊「猶太物質主義精神」。
1922年，也就是希特勒上台前十年，巴伐利亞前總理冯·莱切菲尔德·科弗林伯爵在巴伐利亞州議會的一次演講中表示，他「作為一個人類與基督徒」之信仰使他無法成為一個反猶主義者或推行反猶主義的公共政策。希特勒隨後便在慕尼黑對著一群聽眾顛覆了莱切菲尔德對耶穌的看法：
「敝人想在這裡向一位比我更偉大的人，即莱切菲尔德伯爵呼籲：他在州議會上的最後一次演講中曾說，他「作為一個人類與基督徒」之信仰使他無法成為一個反猶主義者。我表示：我作為一個基督徒，我感覺是我的主與救主是一個戰神，他曾經在孤獨之中，身邊只有幾個追隨者，他們認識到猶太人的真面目，並召集人們與他們作戰。而且，上帝的真理啊！他不是作為一個受難者，而是作為一個，最偉大的戰士。作為一個基督徒，作為一介人類，我懷著無限的愛讀完了這一句話，這段話告物我們，主最後是如何以他的力量站起來，拿起鞭子把毒蛇與毒蟲的窩趕出聖殿。他跟猶太人的毒藥進行了多麼可怕的鬥爭啊。在兩千年後的今天，我懷著最深切的情感，比以往的任何時刻都更深刻地認識到，他正是為了這麼做才不得不在十字架上流血。作為一個基督徒，我沒有責任使自己被蒙騙，但我有責任成為真理與正義的鬥士。」
在1928年的一次演講中，希特勒說：「我們的隊伍中不能容忍任何人工及基督教的思想......事實上，我們就是基督徒運動。」
鑒於後來的發展，里斯指出：「對（希特勒）言論最有說服力的解釋是，希特勒作為一個政治家，只是認識到他所居住的世界的實際狀況......。如果希特勒將自己與他的運動與基督教拉開過多的距離，那麼我們就幾乎不可能看到他能在這場選舉中取得成功。是以他在公開場合與基督教的關係（事實上是他與一般宗教的關係）乃機會主義表現。目前沒有任何證據表明，希特勒本人曾在其私人生活中，對基督教會的基本教義表達過任何個人信仰」。理查德·埃文斯認為，希特勒的公開聲明與私人聲明之間之所以有落差，是因為他不想引起與教會之間的紛爭，繼而破壞到國家的統一。
1932年，希特勒為新教內部的親納粹團體想出了一個叫做德意志基督徒的名稱。「希特勒是從政治角度上看待此問題。他並非一個信仰基督教的人，但卻以某種方式成功在數百萬德國選民面其掩蓋其宗教懷疑論。」理查德·奧弗瑞如此寫道，他認為希特勒發現這種安排在一段時間內是有用的，但他最終期望的是基督教在「進步的科學」面前枯萎、死亡。在其早期階段，「德意志基督教」運動試圖使德國的新教教會成為納粹政策的工具；這些崇拜者提倡種族優越和種族命運的概念。希特在1932年支持建立「德意志基督教」，他們存在著民族主義與反猶主義，一些激進份子還要求否定《舊約》（希伯來聖經）與《新約》中的保羅書信──因為它們的作者都是猶太人。
希特勒的運動在宗教上並不團結。歷史學家的共識是，納粹主義作為一個整體，他要碼與基督教無關，要碼就是反對基督教。在20世紀20年代的納粹黨綱中使用「積極的基督徒」一詞，一般被認為是一種戰略措施，他主要根植於政治而非宗教。作者理查德·史泰格曼-蓋爾提出了一種少數人認同的解釋，即積極基督教有個「內在邏輯」，「而不僅是一個政治策略」。他認為希特勒將耶穌視為猶太人乃雅利安人的對手。儘管後來反基督徒後來「為納粹主義清除基督教的影響」而鬥爭，而且該運動變得「越來越敵視教會」，但史泰格曼-蓋爾寫道，即使到了最後他們也不是「一致地反基督」。
迪肯大學的研究員塞繆爾·科恩研究宗教觀點，他如此回答「希特勒是基督徒嗎？」之問題：「如果考慮到傳統或正規形式的基督教的話，顯然不是：耶穌是天主之子，為贖回全人類的罪孽而死。說希特勒（或者任何一個納粹頑固份子）會信奉這種宗教簡直是無稽之談......。然而同樣真實的是，一些領先的納粹分子一直堅持著一種已經『亞利安化』的基督教形式。」那麼「希特勒是無神論者嗎？可能不是。」

##### 納粹奪得政權

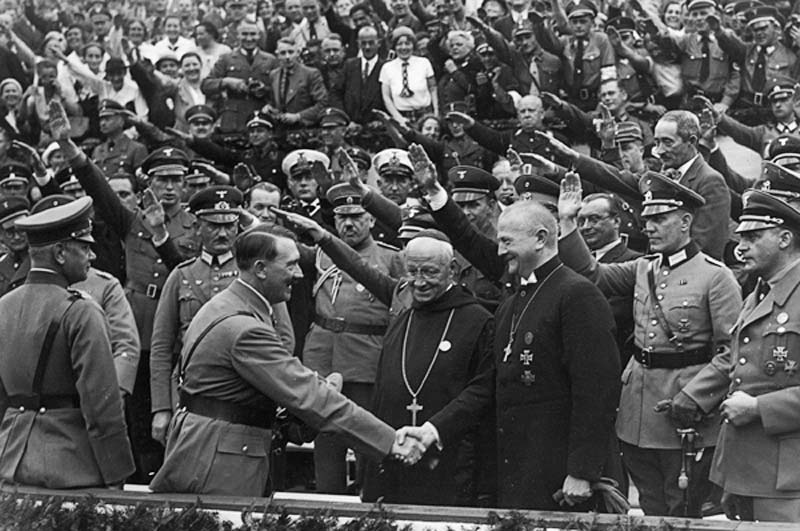
20世紀30年代，希勒在德國與路德派主教路德維希·穆勒握手

在德國國會於1933年通過了授權法之前，希特勒獲得「臨時」的獨裁權力，並因此讓威瑪共和國永遠地瓦解。希特勒曾向國會承諾過他不會干涉教會的權力，但是隨著其政權逐漸的穩固，他很快就打破了這個承諾。
在1933年到34年期間，納粹領導人需要得到德國保守派和天主教中央黨等團體，以及保守派總統保羅·馮·興登堡的一定程度之支持，以便其可以用「合法的外表」實現其對權力的接管。在1933年2月1日的公告中，希特勒說：「國民政府把在民族中恢復團結與合作的精神來作為其首要職責。他將維護、捍衛我們國家賴以建立的那些基本原則。他認為基督教為我們民族道德的基礎，家庭是民族生活的基礎。」
1933年3月21日，帝國議會在波茲坦加里森教堂集會，以顯示納粹主義與馮·興登堡總統的舊保守德國的「團結」。兩天後，納粹黨等到了《授權法》的通過，該法授予希特勒獨裁權力。不到三個月後，所有非納粹派和組織，包括天主教中央黨皆不復存在。
希特勒試圖透過恐嚇、談判與和解等手段，為《授權法》獲得來自天主教中央黨與德國保守派的選票。1933年3月23日，在《授權法》開始投票前，他將基督教信仰描述為「保障德國人民靈魂的基本要素」，「我們認為基督教的精神力量是提高大多數德國人民道德水平的不可或缺之要素」。希特勒寫道：「他著眼於天主教中央黨的選票」，他還補充說希特勒希望改善與教廷的關係。
中央黨曾要求保證教會的權力，希特勒對此承諾，威瑪共和國的機構與教會將得到保護，並說他的政府會將教會視為「維護我們國家地位的最重要因素」。在威脅與談論內戰的情況下，中央黨投票贊成該法案。然而，希特勒對保護教會與共和國機構的虛假承諾從未實現過。
1934年1月，希特勒任命新異教徒阿爾弗雷德·羅森堡為納粹的官方思想家，從而激怒了各教會。是以元首發起一項努力，旨在將德國新教徒協調在一個統一的新教帝國教會之下，並由德意志基督教帶領，但這個嘗試後來失敗了，因為他受到認信教會的抵制。在《雅利安人的耶穌》中，蘇珊娜·赫舍爾在《納粹德國的基督教神學家和聖經》中指出，德意志基督教與傳統基督教不同，他們拒絕接受基督教的希伯來起源。在其統治期間的公開聲明中，希特勒繼續積極地談論納粹對德國基督教文化的看法，以及他對亞利安基督的信仰。希特勒還說，聖保羅作為一個猶太人，偽造了耶穌的訊息──希特勒在其私人談話時重複了這個主題，包括在1941年10月，當他決定做出屠殺猶太人的決定之時。
伊恩·克肖說，從1934年左右，希特勒對支持德意志基督教失去了興趣。然而在1934年6月26日的一次演講中，希特勒表示：
國家社會主義國家宣誓他將效忠於積極基督教。他將誠實地努力保護偉大的基督教派系的權利，確保其教義不受干擾，並在其職責中與當今國家的觀點和緊急狀況中保持和諧。
1937年，希特勒的教會事務部部長漢斯·克爾解釋道，「積極基督教」並不「依賴於使徒信經」，也不依賴於傳統基督教所依賴的「對作為天主之子的基督之信仰」，而是由納粹黨所代表。他表示：「元首是新啟示的預言家」。
在促使和教廷簽定政教協定之談判中，希特勒表示：「世俗學校永遠無法被容忍，因為這種學校沒有宗教教育，而沒有宗教基礎上的一般道德是建立在空氣上的；是以所有的品德訓練和宗教都必須來自於信仰」。然而，隨著希特勒權力得到鞏固後，學校成為納粹教會鬥爭的主要戰場之一。1937年，希特勒禁止希特勒青年團的任何成員同時屬於一個宗教運動成員。希特勒青年團被被允許進行宗教教育。到了1939後，德國國內幾乎所有的學校的神職教師都被撤掉。希特勒有時候會允許小孩的父母施加壓力，讓其離開宗教課程，改上意識形態課程；而在納粹的菁英學校中，基督教被日耳曼多神教與太陽神取代。到了1939年，所有天主教學校都被解散或轉變成公共設施。
納粹黨的宣傳積極推動希特勒成為基督教的救世主，其支持德意志基督徒形成一個可以控制、操控的單一國家教會。
如果積極的基督教意味著要愛自己的鄰居，比如照顧病人、給窮人穿衣服、給飢餓的人食物、給口渴的人飲料，那麼我們才是更積極的基督徒。因為在這些領域中，國家社會主義德國的人民團體已經完成了一項驚人的工作——希特勒在1939年2月24日於慕尼黑對手教派們進行演講之片段

#### 希特勒論神秘主義與神祕學
根據布洛克的說法，希特勒在維也納期間就曾廣泛地閱覽眾多書籍，包括神祕學、催眠、占星術等等書籍。然而他對這些主題的興趣稍縱即逝，沒有證據可以表明他曾認同照些思想流派中的任何一個。此外，布洛克發現「沒有證據可以支持說希特勒曾經求助於占星術」，並寫說希特勒還嘲笑自己黨內像希姆萊這樣想重建異教神話，及相信占星術的漢斯等人。阿爾貝特·史佩爾寫道，希特勒對希姆萊與羅森堡的神祕主義觀點持否定態度，史佩爾引用希特勒的話表示希姆萊想把黨衛軍神話化這檔事：
真是一派胡言！現在我們終於進入了把所有神祕主義拋諸腦後的時代，而現在（希姆萊）想重新開始。我們還不如待在教堂裡面，起碼他還有傳統。我一想到有天我會被變成黨衛軍的聖人！你能想像嗎？我就是在九泉之下也不會安寧......
 — 阿爾貝特·史佩爾引用希特勒在《第三地國內幕》的話
1938年9月6日，希特勒在紐倫堡的一次演講中說，基督教神祕主義創造了黑暗勢力，沒有禮拜場所，而是國歌場所；沒有邪教場所，而是民族場所。此外，他也拒絕神秘主義與神祕學：
我想在這裡區分一下人民：即忠於人民健康的，有充分血緣關係的德國群眾，和頹廢的所謂的上流社會。他們並不可靠，他只是有條件地的血緣關係而已。他有時被隨意地稱為「上流社會」，但實際上不過是社會變異產生的敗類，因為他們的血液和思維受到了世界政治主義的感染而變得不正常。在這個最內向的時期，基督教神祕主義要求用一種方法解決結構問題，因此建築的設計不僅與當時的精神相悖，而且還有助於產生這些神祕的黑暗力量，使人們越來越願意服從於世界政治主義......這種哲學並不提倡神秘邪教，而是為了培養和領導一個由其血統決定的人民。（–）因此我們並沒有邪教殿堂，而是人民殿堂。我們也沒有崇拜場所，而是集會場所與遊行廣場。我們沒有邪教場所，但有運動場與遊戲場。正因如此，我們的集會廳沒有沐浴在邪教場所的神秘暮色中，而是成為光明的，具有美麗和實用性質的場所。在這些大廳裏，沒有邪教儀式，她們完全是我們在鬥爭年代進行的那種人民集會的場所，我們已經習慣了這種集會，並且我們將以這種方式保留這個集會。我們不會允許那些熱衷於探索外面世界秘密的神祕主義者偷渡到我們的運動當中。這種人不是國家社會主義者，而是其他東西──無論如何都是與我們沒有關係的東西。我們的計劃中，沒有秘密的臆測，只有明確的認識與直接了當的信仰。但是，由於我們把維護一個由天主創造的生命並因此保障他的未來，作為這種認知與信仰的中心點，因此我們為維護一項神聖的工作，與實現一個神聖的意願而服務──不是在新的禮拜堂的秘密黃昏裡，而是在主的面前公開進行。
在同年同月同天中，希特勒在紐倫堡的一次演講中談到了他對教堂建築的看法。據希特勒說，這種看法是受到基督教神祕主義的啟發，並產生了「黑暗的力量」，此外希特勒也與戈培爾表達了類似的想法，即比起「陰暗的大教堂」，他更喜歡古希臘與古羅馬的神廟。據希特勒說，他更偏向於「光明的空氣」，而非「陰暗的」哥德大教堂。同樣重要的是，希特勒在德軍入侵希臘時，便明令禁止轟炸雅典，這是因為希特勒本人看中古希臘的建築/神廟，反之，考文垂座堂則在考文垂大轟炸被德國空軍精準轟炸：
（元首）贈恨基督教，因為他削弱了所有高尚的東西，根據阿圖爾·叔本華的說法，基督教與梅毒使人類變得不快樂、不自由。仁慈的、微笑的宙斯與痛苦的、被釘在十字架上的耶穌之間有多大的區別啊。......陰暗的大教堂與明亮的神廟之間有多大的區別啊。......元首無法與哥德式思想聯繫起來。他討厭陰暗與憂鬱的神祕主義，他要的是清澈、光明與美麗：這些都是我們的生活理想。
根據羅恩·羅森鮑姆的說法，一些學者認為年輕的希勒受到了大量關於德國神祕優越性的神祕主義作品的強烈影響，比如神祕主義與反猶主義雜誌《奧斯塔拉雜誌》，並相信其出版商約爾格·蘭茨·馮·利本費爾斯的說法：希特勒曾在1909年拜訪他並讚賞之。约翰·托兰寫道，有證據表明希特勒是《奧斯塔拉雜誌》的長期讀者。托兰還有著一首據說是希特勒在1915年在德國西線打仗時寫的詩。
尼古拉斯·古德里克-克拉克撰寫的關於阿利奥斯哲学的開創性作品《納粹主義的神秘根源》在最後一章專門討論了關於阿利奥斯哲学與希特勒的話題。歷史學家在阿利奥斯哲学對希特勒的宗教觀點的重要性存在分歧，至少不是因為取證資料來源的困難。正如羅漢·巴特勒在《納粹主義的神秘根源》的前言所指出的，古德里克-克拉克在評估蘭茨·利本費爾斯對希特勒的影響比約阿希姆·費斯特撰寫希特勒傳記時更加謹慎。
費斯特將希特勒與埃里希·魯登道夫進行比較後，他寫道：「希特勒早就脫離了這份感情，在這份感情中他又遇見了早期的蒙昧主義，蘭茨·利本費爾斯與極樂協會。他在《我的奮鬥》中對那種本土運動的浪漫主義提出嚴厲的蔑视，然而在他自己腦海中，這種浪費主義仍然被粗略地保留下來。」在此，費斯特指的是《我的奮鬥》中的以下段落：
這些「現代早期日耳曼宗教的追隨者」的特點是，他們大肆宣揚古老的日耳曼英雄主義，宣揚昏暗的史前史、石斧、矛與盾牌，但實際上這是可以想像出來的最大的懦夫行為。因為那些揮舞著學術上的仿製德國旧锡剑，在頭上穿戴著熊皮與牛角的人，目前只宣揚使用精神武器來進行鬥爭，藉以盡快逃離每一個共產黨人的黑手。
希特勒在1934年8月7日的一次演講中說，一殉職的指揮官將能進入瓦爾哈拉：
近二十年前的今天，鐘聲在這裡響起，並首次在整個德國迴盪，藉以紀念元帥的名字。今天在這些鐘聲中，全國人民將伴隨著他可敬的已逝英雄，回到他那無與倫比的偉大戰場。城堡的塔樓將成為他在東方最後的偉大總部的蔑视性守衛。所有標準和旗幟都會向他致敬，而德國人民將來到他死去的英雄身邊，在需要的時候位生活收集新力量，因為即使這個身體最終會被抹去，但是他的名字將永垂不朽。那些殉職的指揮官將會進入瓦爾哈拉！
目前還不清楚這一聲明是否是針對某一特定人員的攻擊，也許這是針對查理·哈勒與斯特拉瑟主義。古德里克-克拉克認為「無論如何，這番話清楚地暗示了希特勒對陰謀家與神祕主義-種族主義研究的蔑视，以及他對直接行動主義的偏愛」。希特勒在一些公開演講中也說過類似的話。
早期文獻指出，希特勒與其他一些納粹官員相反的是，他無意建立對日耳曼諸神的崇拜。在希特勒《餐桌談話》中可以找到以下這一段落：
在我看來，沒有什麼比重新建立對奧丁的崇拜更愚蠢的了。當基督教融入我們的舊神話中，我們的舊神話就已經不可行了。除了你奄奄一息，沒有任何東西會死。
在西蒙·維森塔爾中心發表了一篇文章中，傑克遜·J·斯皮爾沃格爾和大衛·雷德爾斯斷言，神智學協會創始人海倫娜·布拉瓦茨基的各部分教義，以及其追隨者透過阿利奥斯哲学、日耳曼社團與極樂協會對其思想的改編，都導致希特勒的思想發展構建了普遍但不被承認但具有決定意義的事情。學者們表示，希特勒本人可能要對扭轉歷史學家對其神祕主義影響的調查負責。雖然他公開譴責，甚至迫害神祕主義者、共濟會與占星家，但他每晚的私下談話都透露出他對這些競爭性神祕主義團體的思想之信仰──這表現在他對轉世、亞特蘭提斯、世界皆是冰論的理論，以及他認為很深奧的神話與大災難的傳說，及神與巨人之間的鬥爭是早期不朽事件的模糊集體記憶。
在童年時期，希特勒就很欣賞天主教儀式的華麗與神職人員的階級組織。後來他借鑒了這些元素，按照階級制度組織他的政黨，將禮儀形式納入活動中，或使用從讚美詩中提取的短語。基於這些禮儀元素，戴姆宣稱希特勒具有彌賽亞般的地位，及該意識形態的極權主義性質，納粹運動與其他法西斯主義與共產主義一樣，有時會被稱為一種反教會與反宗教的「政治宗教」。
儘管希特勒在私下裡對他的一些納粹高級下屬的神祕主義觀念表示否定，但他還是任命海因里希·希姆萊和阿爾弗雷德·羅森堡擔任納粹運動的高級職務。威廉·勞倫斯·夏伊勒寫道，「在羅森伯格、鮑曼與希姆萊的領導下（及希特勒的支持下），納粹政權打算在德國摧毀基督教，並在情況可以的話，用納粹極端分子的新異教來取代古代日耳曼多神教的舊異教」。該政權發起了一個統一的新教帝國教會下協調德國新教徒的努力（但很快就被認信教會抵制），並很早就著手消除政治天主教。布萊尼寫道：「納粹主義本身就是一種宗教，一種異教徒的宗教，而希特勒就是該教的大祭司......他的大忌談（是）德國本身與德國人民，以及他們的土壤、森民、語言和傳統」。
1924年，在希特勒被囚禁期間，他曾選擇阿爾弗雷德·羅森堡作為其驅邪期間領導納粹運動。羅森堡在其1930年的開創性作品《二十世紀的神話》中寫道：「我們現在認識到，羅馬與新教教會的核心最高價值......他阻礙了尤其北歐種族決定的人民有機力量......他們將不得不被重塑」。希特勒曾稱他的書是「衍生的、模仿的、不合邏輯的垃圾！」但在1934年1月，希特勒任命羅森堡為帝國文化與教育領袖（即納粹官方哲學家與思想家），同時是臭名昭彰的反基督教者。教會官員對希特勒任命羅森堡為納粹哲學家的舉動感到不安，因為這顯然是認可羅森堡的反教會與新異教哲學。教廷在1934年2月禁止了《二十世紀的神話》。戰期間，羅森堡概述他對德國的宗教所設想的未來。其中包括：德意志民族帝國教會將聲稱對所有教堂擁有獨家控制權；同時停止出版《聖經》，將十字架與《聖經》與聖徒從祭壇上移除，並將《我的奮鬥》放在祭壇中，作為「對德意志民族，因此對上帝來說最神聖的書」；同時基督教教堂上的十字架全被移除，改以卐符號取代。然而羅森堡中就是希特勒政權中被邊緣化的人物。
希特勒選擇了海因里希·希姆莱來領導納粹黨黨衛軍的安全部隊。希姆莱認為，黨衛軍的主要任務是「充當克服基督教與恢復『日耳曼』生活方式的先鋒」，以便為即將到來的「人類與次等人類」之間的衝突做好準備：他著手使他的黨衛軍持為「日耳曼人的崇拜」之焦點。1937年，他寫道：「黨衛軍的任務是在下個半世紀給德國人民提供非基督教的意識形態基礎，並在此基礎上領導、塑造他們的生活。這項任務並不限於社福意識形態上的對手，而是必須在每一步都有積極的推動力：在這種情況下意味著，在最廣泛與最全面的意義上重建德國的遺產」。

#### 希特勒論無神論
希特勒認為無神論者沒有受過教育，只有動物才會持無神論觀點。隨後他把無神論與布爾什維克主義、共產主義與「猶太唯物主義」聯繫起來。理查德·奥弗里將希特勒對種族生物學的信仰做為科學觀點與無神論的證據，但奧維表示，希特勒在此意義上並非一個徹底的無神論者，因為他存在有神論與精神意識形態：
真理在於自然科學，這對希特勒來說，它意味著種族生物學的真理──物競天擇、種族鬥爭、「種族認同」。希特勒在政治上相當謹慎，他沒有公開宣揚其科學觀點，這不僅是因為他想保持他自己的運動和蘇聯共產主義的無神論之間的區別。他也不是一個徹底的無神論者。其公開演講中到處可以聽見「上帝」與「靈魂」。對希特勒來說，他在對種族的認知中發現的末世論真理代表了真正的「統指宇宙的永恆意志」；在種族的無限價值與維持種族的鬥爭中，人們發現了他們可稱之為上帝的東西，一種對自然與歷史的統一性和目的性的內在感受......這種觀點可以在第一次世界大戰前，德國神學批判發展中發現，他認為上帝應該被體驗為在內在感受，而非外在道德......希特勒不能接受的是，基督教除了提供虛假「理念」外，還能提供其他任何東西來支持其對道德的笃定主張。
 — 摘自理查德·奥弗里之《獨裁者：希特勒德國與史達林俄國》
歷史學家杰弗里·布莱尼寫道，希特勒迎合了德國基督徒對激進的共產主義無神論的恐懼，並從中獲益。他還寫道：「無神論在蘇聯的快速傳播使得許多德國基督徒對此感到震驚。」隨著國家社會主義者成為德國共產主義的反對者：「（希特勒）本人臨時的將基督教納為盟友，因為在他看來，『一個人要碼是基督徒，要碼是德國人』。腳踏兩條船這種情況是不可能發生的。」1933年初，希特勒公開為國家社會主義辯護，否認其反基督教的指控。他對於符騰堡天主教中央黨部長總理歐根·博爾茨關於國家社會主義威脅到基督教信仰之指責，表示：
而現在部長總理博爾茲說，基督教與天主教正受到我們的威脅。對於這種指控，我可以表示：首先，現在站在德國頭上的是基督徒，而非國際無神論者。我不僅僅是在談論基督教，不，我還宣稱我將永遠不會破壞與基督教的政黨聯盟。如果今天許多人希望將受到威脅的基督教置於其保護下，那麼我想問，在這14年裡，當他們與無神論手拉手時，基督教對他們來說在哪裡？不，在這14年裡，理論上是基督徒的政黨與否認上帝的人站在同一個政府裡，對基督教造成的內部損害從來沒有也不可能大到哪裡去。
 — 引用自希特勒於1933年2月15日在斯图加特的演講
1933年10月14日，希特勒在一次廣播談話中表示：「在八個月以來，我們一直在進行一場英勇的戰鬥，拒絕共產黨對我們人民的威脅，拒絕我們文化的分解，拒絕我們藝術的顛覆，拒絕我們公共道德的毒化。我們已經結束對上帝的否定與對宗教的濫用。我們應該向天意表示謙卑與感謝，因為他沒有讓我們在反對失業的苦難與拯救德國農民的戰鬥中失敗。」
1933年10月24日，希特勒在柏林的一次演講中指出「我們確信，人民需要並要求這種信仰。是以我們展開了反無神論運動的鬥爭，這不僅僅是透過一些理論上的說明：即我們已經消滅他了。」1934年8月26日，希特勒在科布倫茲的一次演講中表示：「也許曾經有一段時間，即使是建立在教會基礎上的政黨也是一種必要。當時自由主義是反教會的，馬克思主義則是反宗教的，但那個時代已經過去了。國家社會主義不反對教會也不反對宗教，相反地，他站在了真正的基礎教的基礎上。在我們與當今社會的墮落症狀做鬥爭時；在我們與布爾什維克文化、無神論運動、犯罪行為做鬥爭時；在我們為我們的民族生活中的共同體意識、為征服階級之間的仇恨與分裂、為征服內戰與動亂、紛爭與不和諧而進行的鬥爭時，教會的利益不可能不予我們相吻合。以上這些都不是反基督，這些都是基督教的原則。」

#### 希特勒論印度教
希特勒選擇了「卍」符號作為納粹的主要和官方標誌，據說這與德國人民的亞利安文化血統的信念有關。他們認為早期的雅利安人是白人入侵者的原形，卍符號標誌是雅利安人優等種族的象徵。該理論主要受到德國考古學家古斯塔夫·科辛納的啟發，他認為古代雅利安人是一個來自德國北部的優越北歐人種，他們向歐亞大陸的大草原進發，並從那裏進入印度，並在那裏建立吠陀宗教。

#### 希特勒論伊斯蘭教
希特勒對伊斯蘭教的看法是個有爭議的問題：一方面，希特勒私下把他與伊斯蘭教有關的族群，特別是阿拉伯人貶為劣等人種，另一方面，他曾發表過公開/私人聲明，表示對他所認為的伊斯蘭教的軍國主義性質與伊斯蘭教穆罕默德的先知與使者之政治銳氣表示欽佩。

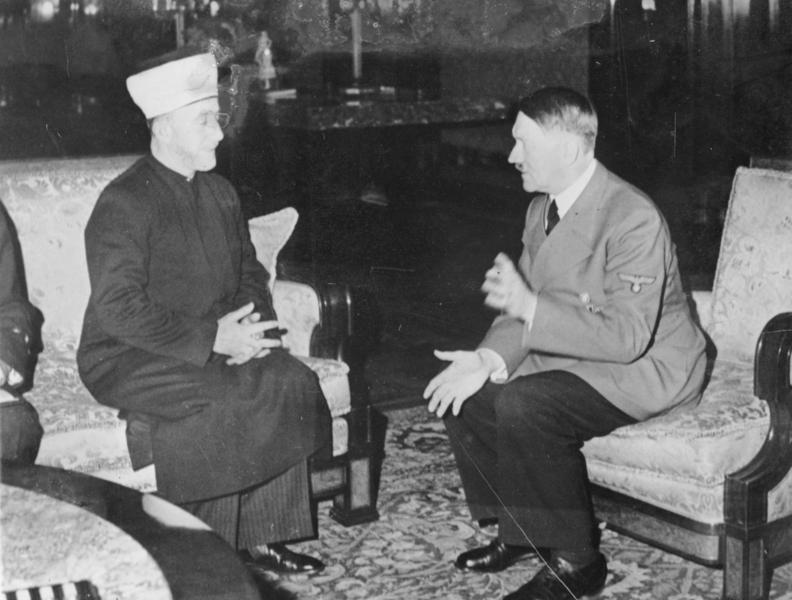
希特勒於1941年12月與耶路撒冷大穆夫提阿明·侯賽尼會面

在東方宗教中，希特勒將比如「孔子、釋迦牟尼、穆罕默德」等宗教領袖奉為「精神寄託」的提供者。在這種情況下，希特勒與阿明·侯賽尼的關係（他在1937年以前一直都是耶路撒冷大穆夫提，包括在1941年被庇護期間）被一些人解釋為尊敬的標誌，另一些人則描述為出於政治權宜的關係。從1933年開始，侯賽尼發起一場將英國人趕出中東，將猶太人趕出巴勒斯坦與埃及的運動，他對於納粹黨在德國實施的抵制猶太人之政策感到印象深刻，他希望能利用阿哈伯地區許多人與希特勒政權共享的反猶主義觀點，藉以建立一個戰略軍事同盟，協助其將猶太人趕出巴勒斯坦。儘管侯賽尼試圖與德國進一步聯繫，但希特勒回絕了，因為他那時並不想破壞與英國的關係。
在1936-39年巴勒斯坦阿拉伯起義失敗後，侯賽尼和他的盟友為表尊敬德國，因而藉機強化與德國的關係，並在巴勒斯坦的整個據點強制宣揚納粹黨的習俗、宣傳。埃及的穆斯林兄弟會隨後也跟進。不久希特勒的影響力很快就傳遍了整個地區，但納粹政府直到1937年才同意侯賽尼與穆斯林兄弟會的財政與軍事援助之要求。
希特勒在與一位阿拉伯傑出人士代表團會談時，他了解到伊斯蘭教如何激勵倭马亚哈里發入侵高盧。據史佩爾說，希特勒希望哈里發在當初能夠在732年對法蘭克人的圖爾戰役中勝利：「穆罕默德的宗教似乎也比基督教更適合我們啊。為什麼我們非得選擇既溫順又軟弱的基督教呢？」「如果查理·馬特沒有在圖爾戰役中取得勝利──看啊，世界已經落入了猶太人的手裡，基督教是多麼的無膽啊！──那麼我們很可能就已經皈依伊斯蘭教了，那是一種稱頌英雄主義的膜拜，他只向勇敢的戰士開放第七天堂。接著日耳曼人就可以征服世界了，而只有基督教阻止了我們。」據史佩爾說，希特勒確信如果伊斯蘭教此時在中歐扎根，日耳曼人將成為「該宗教的繼承人」，伊斯蘭教「完全符合日耳曼人的氣質」。希特勒還說，雖然阿拉伯人因其「種族劣等性」而無法處理該地區的惡劣氣候與條件，相反地，伊斯蘭化的德國人將「站在穆罕默德帝國的最頂端」。一個「透過劍來傳播信仰，並使所有國家都屈服於該信仰的宗教」。
儘管希特勒表面上崇拜伊斯蘭教與穆罕默德，並願意與阿拉伯政治領導人物合作，但他仍將阿拉伯人列為種族與社會的劣等之存在。史佩爾曾承認說希特勒在私下將阿拉伯人視為劣等種族，他與各種穆斯林人物之間的關係更多是政治性而非個人。
在戰爭初期，希特勒還引用道：「我們將繼續在遠東與阿拉伯地區製造混亂。讓我們像男人一樣思考，讓我們從這些人身上看到大致上塗了漆且渴望體驗鞭刑的半獸人。」然而，希特勒同時對穆斯林文化與姜穆斯林作為潛在合作者給出積極的評價，例如說「伊斯蘭教的人民永遠比諸如法國這一類的更貼近我們。」
儘管希特勒對伊斯蘭教與阿拉伯人的看法相互矛盾，但是在戰期間，溫斯頓·邱吉爾在寫給富蘭克林·德拉諾·羅斯福的信中指出，穆斯林正在提供「我們（英國）非常依賴的主要軍隊元素，使我們能立即投入戰鬥。」許多穆斯林為拯救猶太人與打擊納粹黨而犧牲，包括努爾·艾娜雅特·汗、貝希克·埃爾金、阿卜杜勒·侯賽因·薩達里與巴黎大清真寺創始人阿卜杜勒卡德·本·加布里特。

#### 希特勒論猶太教
國家社會主義意識形態制定了一個種族階級制度，將少數群體（特別是猶太人）視為次等人類。該分類為基於納粹黨的種族觀念而非宗教，是以像是波蘭人、斯拉夫人（大多數是基督徒）也被歸類為比所謂的「雅利安人」更低劣。希特勒相信無情的「負面優生選擇」之政策，認為世界歷史是由種族間的生存鬥爭組成的，其中猶太人被認為是用陰謀破壞德國人，而斯拉夫人和德國基因庫中的缺陷個體則為威脅著「正統雅利安人」。然而，希特勒在意識型態上也反對將猶太教視為一種信仰，他對於保羅基督教（相對於他的「北歐基督教」而言）的一些反感來源源自其猶太淵源，因為該基督教擁有著「不可磨滅的猶太起源與特徵」，為「布爾什維克主義之原型」，「違反了物競天擇」。
在《我的奮鬥》中，希特勒在內容中寫道，猶太人是所有文明的敵人，是物質的、非精神的存在：「他的生命只屬於這個世界，其精神在內心深處與真正的基督教格格不入，就像兩千年前他的本性與新學說的偉大創始人一樣。」在該作品中，他還描述了他的反猶主義之所謂神聖使命：「因此，今天我相信，我是按照全能的造物主之意志行事，透過保護自我來反猶太人，我是在為主的工作而戰」。
在1933年天主教會與德國之間的政教協定中，希特勒對威廉·伯寧主教說：「我因為對猶太人問題的處理而受到了攻擊。天主教會將猶太人視為瘟疫已長達一千五百年之久，基於其承認猶太人的本質下，將他們安置在猶太人聚集區之類的地方。在自由主義時代，人們將不再受到此威脅。我正朝著實施了一千五百年傳統的時代前進。我不會把種族置於宗教之上，但我意識到這個種族的代表是國家與教會的害蟲，也許我們應該把他們趕出學校與公共場合：這是對基督教的一大貢獻」。

#### 世俗與宗教的影響
學者們持續研究由基督教歐洲所傳承的、長期存在的文化，乃至宗教方面的反猶觀念在多大的程度上促成希特勒的個人反猶主義，以及偽科學「原始版社會達爾文主義」與19世紀盛行的帝國主義觀念混合為一時對其心理造成什麼影響。蘇然希特勒對這些部分的看法經常被認為是「社會達爾文主義」，但是它的對這個部分的掌握並不完整，歷史學家們對於此術語意味著什麼用意，或者他是如何從19世紀的科學起源轉變成20世紀的種族滅絕意識形態的核心部分幾乎沒有一致的意見。
根據歷史學家露西·達維多維奇說，反猶主義在基督教內部淵源流長，從路德到希特勒間的「反猶」界線「很容易就畫出」。在她的《對猶太人的戰爭：1933-1945》一書中，她寫說路德與希特勒對猶太人所居住的「妖魔宇宙」相當入迷。達維多維奇指出，路德的反猶著作與現代的反猶主義之間的相似性並非巧合，他們都源自於共同的猶太歷史，都可追溯到哈曼對亞哈隨魯的建議，只不過現代的德國反猶主義多少也有德國民族主義的根基存在。包括蘇珊娜·赫舍爾與約翰·托蘭在內的人都把希特勒的天主教背景與其反猶主義聯繫到一塊。天主教歷史學家何塞·桑切斯忍為導致大屠殺發生的反猶主義很明確地來源自基督教：
當然，在所有的基督教會都存在著淵源流長的反猶主義。......毫無疑問地，大屠殺也起源於基督徒對猶太人長達數個世紀的敵敵意。事實上上早在中世紀就存在大屠殺了。猶太人在許多國家中一直受到法律與宗教的限制，直到20世紀皆是如此。教皇們成為教皇國的君主時也建立了所謂的「猶太區」。
勞倫斯·里斯則指出，《我的奮鬥》中很少提到基督教，他提出的宇宙觀也與德國長期以來形成的傳統基督教觀念不一致，他的願景主要為圍繞著強者和弱點之間的鬥爭原則來展開。里斯認為希特勒的「暗淡和暴力的願景」，及對猶太人的心理仇恨是受到基督教傳統以外的影響。里斯寫道，希特勒從社會達爾文主義中吸取了生命的概念，他從阿蒂爾·德·戈比諾的《人類種族的不平等》中吸取了「雅利安種族」的優越概念；他從第一次世界大戰中俄國投降後德國奪取東歐的農業用地之事件作為殖民蘇聯的想法；他從阿爾弗雷德·羅森堡那裏得到了猶太人與布爾什維克主義存在關聯的想法。
理查德·J·埃文斯指出，希特勒「使用自己版本的社會達爾文主義來作為種族滅絕的話語實踐之核心......」社會達爾文主義的話語在納粹變體中有助於消除所有「恐怖與滅絕」政策的一切約束，並「說服他們期所做的事情在歷史、開學與自然中是合理的」。费斯特认为，希特勒簡化了德·戈比諾精心設計的不同種族間進行生存鬥爭的想法，其中雅利安人在天意的指引下將成為聞名的火炬手。
希特勒传记作者托兰写道，「儘管希特勒厭惡羅馬教會的階級制度，但是他在1941年時都還是個有聲望的成員之一」，並時常堅持表示「猶太人就是上帝的殺手，因此他可以在沒有任何良心不安的情況下進行種族滅絕，因為他只是作為上帝的復仇之手來執行，只要不是以個人名義來進行，或者以殘忍的方式進行即可」。
在第二次界大戰結束時，一斷言希特勒仍然可以活下去的蘇聯少校推測道：「這個人有可能希望用耶穌基督的傳說來包覆自己」，並暗示這位逃脫的獨裁者會模仿基督教的主要傳說之一──耶穌的復活。

## 希特勒的宗教政策

### 宗教在納粹政權中的作用
納粹意識形態不允許接受一個合法性並非來自政府的自主機構，他希望教從屬於國家的一部分。然而，納粹德國並非正式的無神論國，所以除了耶和華見證人與猶太教以外的其他宗教信仰是被允許的。朱立安·巴吉尼表示希特勒的國不是一個「直接的無神論國」，而是將血緣與民族的概念「神聖化」的國家。
不過，希特勒擔心公開攻擊根深蒂固的德國教會的結果，畢竟有三分之二的德國人信奉新教、其餘有很大一部分是天主教。許多的德國保守派，如軍隊的軍團官員也會反對納粹的反教會之努力，所以希特勒需要表現的很謹慎。希特勒利用政治鎮壓與迫害，加上教育與宣傳來挑戰基督教教義，藉此應對基督教道德的意識形態。一些像是理查·施泰格曼-加爾的學者認為雖然納粹分子中有反基督教的人在，但是並不代表他們對此運動的立場。

#### 與教會的鬥爭

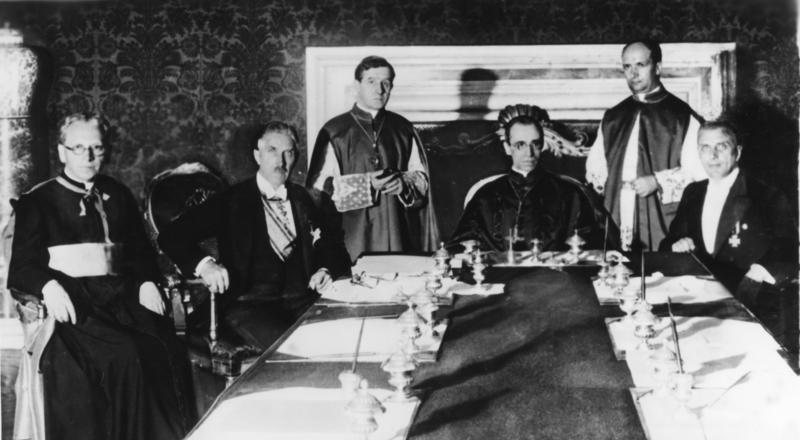
德國副總理弗朗茨·馮·帕彭在羅馬簽屬政教協定。希特勒很早就採取行動遏制教會，他認為教會會對他構成威脅。

在納粹黨與教會的衝突方面，希特勒擁有激進的本能，只不過他偶爾會表示要推遲鬥爭，並基於政治考量準備而設置自己的反教會主義，然克肖认为，他「自己的煽動性言論給了他的直系下屬在『教會鬥爭』中加大火力所需的所有許可」。
据奥维说，希特勒「想化解來自有組織宗教的任何政治威脅......。第一步是與天主教達成協議，因為天主教會並不容易受到新的民族主義趨勢影響」。是以希特勒派出保守派天主教徒弗朗茨·馮·帕彭與教廷談判一項協定，即神職人員將避免介入政治，以換取維持教會權利的保證。希特勒對此感到高興並得到德國天主教領導人的祝賀。然而違反相關協定的行為在簽署後就發生了。希特勒頒布了绝育法，並開始解除天主教青年團的工作，神職人員、修女和非專業領袖開始成為目標，數以千計的人在隨後幾年內遭到逮捕，並往往被捏造有諸如貨幣走私或者「不道德」的指控。天主教出版物被查封，蓋世太保開始侵犯忏悔的神圣性。
爾後當希特勒的種族滅絕計劃逐漸顯現時，天主教神父與主教們並沒有進行公開抗議，反而為支持德國事業而祈禱，並試圖證明他們對希特勒的支持沒有絲毫動搖。
到了1937年初，最初試圖與希特勒合作的德國教會高層已經顯得非常失望，對此教宗庇護十一世發布《極度關切》通谕，指責德國違反了協定，傳揚「其對基督與他的教會的公開敵意」，並譴責異教的「血與土」神話。1939年，希特勒入侵以天主教為主的波蘭，點燃第二次世界大戰的戰火。克宵寫道希特勒在其東方德國化的計劃中，「他明確表示在這個烏托邦中並沒有基督教會的位置」。

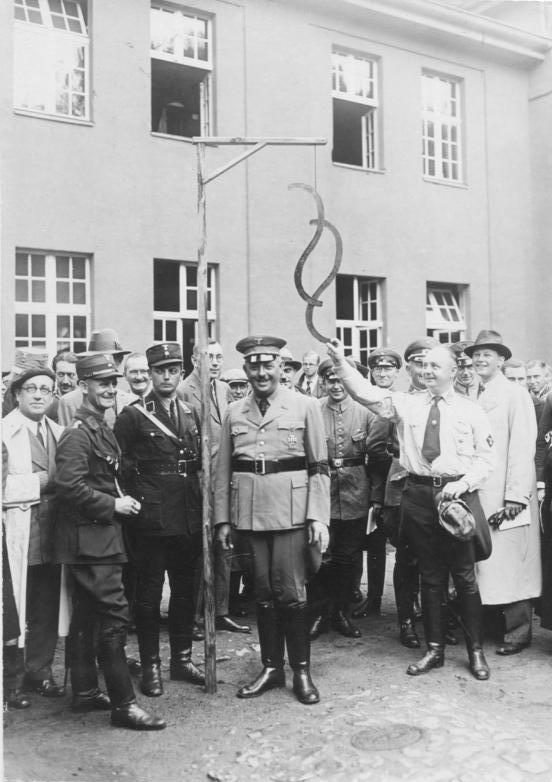
1935年，希特勒任命漢斯·科爾為教會事務部長。後者拒絕以基督作為基督教的基礎。

至於新教方面，希特勒提議將德國28個新教教會統一成一個帝國教會，即德國福音派教會。希特勒曾對施佩尔說：「新教透過我的作用下將會與英國一樣成為既定的教會。」斯泰格曼-高尔写道，希特勒表現出對新教的偏愛，而非天主教，因為新教更容易被重新解釋和非傳統的解讀，更容易接受「積極基督徒」，而切一些新教的自由派分支曾經支持過相關論點。希特勒的興趣是基於機會主義使然，克肖写道：「從希特勒的角度來看，一個國家教會純粹是從控制與操縱的角度出發。」他讓其朋友路德維希·穆勒擔任該運動的領導人，並試圖建立一個親納粹、反猶太的帝國教會。由馬丁·尼莫拉領導的「牧師緊急聯盟」的形式迅速開始抵抗，1934年該聯盟共有40%的神職人員，並成立認信教會，其中一些神職人員的觀點違反納粹。
當德意志基督徒呼籲將《聖經》視為「猶太迷信」並拒絕基督教「愛你的鄰居」的號召時，該運動被進一步地失去支持，以至於希特勒讓科爾當選主教的行動以失敗告終。最終他放棄團結新教教會的努力，並於1934年12月任命科爾為教會事務部長，並永久與所謂的「德意志基督徒」保持距離。據科爾表示，令他感到遺憾的是，「教會沒有像他所希望的，支持他與他的運動」。作為一個性情相當溫和的人，科爾最初取得了一些成功，但在認信教會隊納粹政策的持續抗議中，他指責持不同意見的人並不理解納粹的「種族、血與土」的學說。科爾說納粹的積極基督徒拒絕將使徒信經與基督神性作為基督教的基礎，並將希特勒視為新啟示的預言家。穆勒最終在1938年被希特勒關進集中營，並在那裏待到戰爭結束為止。

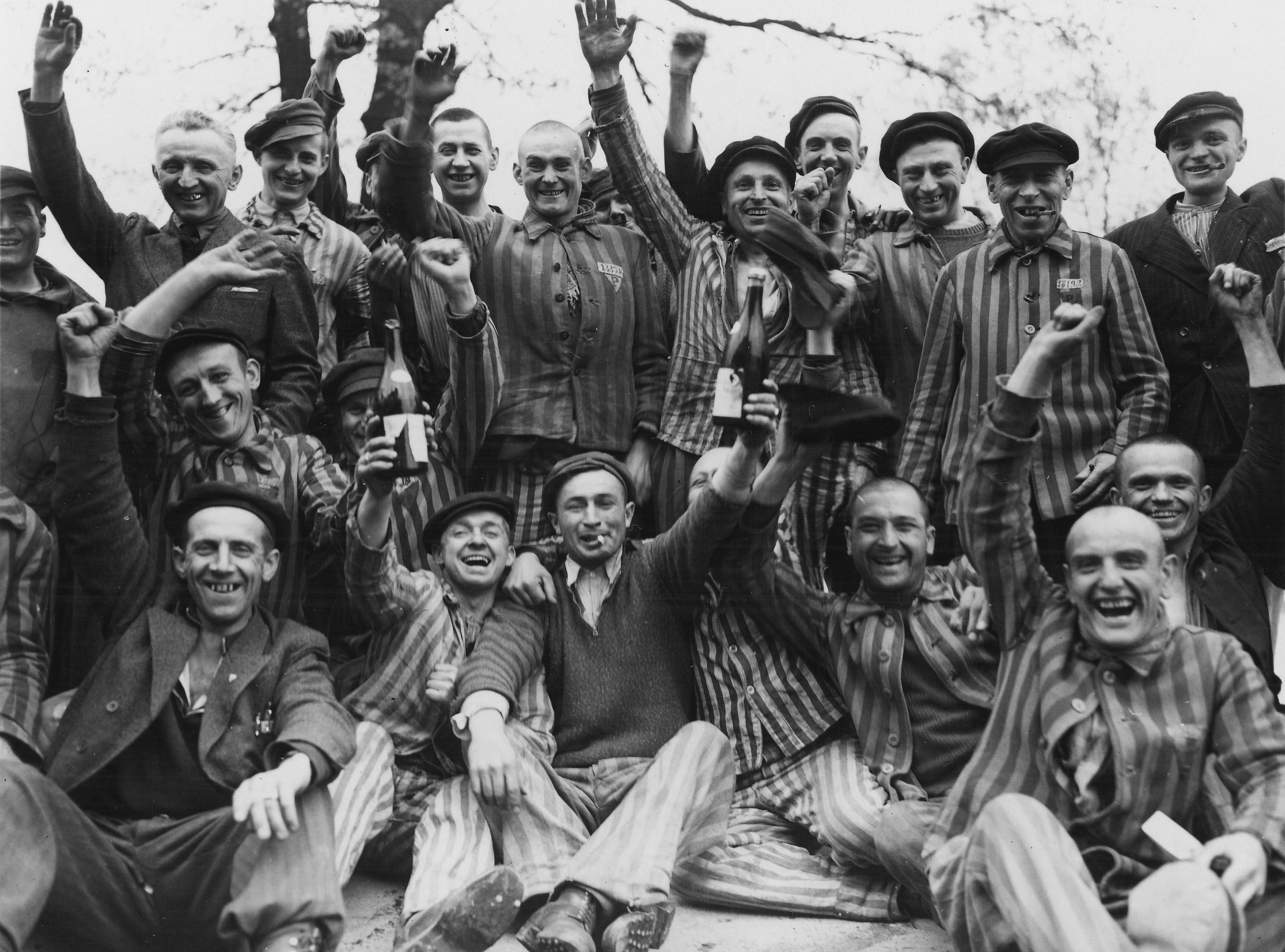
達豪集中營有專屬於達豪集中營牧師營房，專門關押反對希特勒的神職人員。（圖為被美軍獲救後的照片）

從1930年代中期開始，納粹運動越來越多是由偏激的反基督主義者領導，希特勒還任命重要職務給他們。這些激進分子如同處裡「猶太人問題」一般，將教會鬥爭推到前線，特別是天主教地區，這些地方到了1935-36年時對納粹的不滿也逐漸到達高峰。克肖写道，在1937年初，希特勒再次告訴他的核心分子，雖然他「不希望在這個時候進行『教會鬥爭』」，但他預計「幾年後將會發生偉大的全面鬥爭」。然而，希特勒對教會的不耐煩也使他「時不時會爆發敵意」。在1937年初，他宣稱「基督教毀滅的時機已經成熟」，教會必須臣服於「國家的首要地位」，並抨击任何與「可以想像出來的最可怕的機構」之妥協。牧師們經常因此被告發、逮捕並送進集中營。在達豪集中營，該政權為教會的持不同政見者設立了專門的牧師營房。之後認信教會的神學院被關閉，其領導人（比如迪特里希·潘霍華）遭到逮捕。後因捲入1944年謀殺希特勒的陰謀而被處死。

#### 對教會的長期計劃
奥维写道，基督教最終將與納粹主義一山不容二虎，如同其與蘇維埃共產主義一般，「希特勒期望，一但假話不攻自破，基督教的病徵就會自行解除。他在戰期間反映說，長遠來說，『國家社會主義與宗教將不再共同存在』。」其他歷史學家寫說希特勒與納粹領導人有著更進一步的意象。克肖指出，希特勒的東歐德國化計劃並無基督教的餘地，戈培爾在《餐桌談話》中寫道，基督教與日耳曼英雄主義世界觀之間存在不可解決的對立，並且其需要等到戰後在解決。斯佩尔在他的回忆录中指出，教會在希特勒的新柏林將沒有一席之地。布洛克写道：「希特勒曾保證自己將在戰爭結束後，剷除、摧毀基督教會的所有影響」。德國抵抗運動史學家安東·吉爾寫道，納粹黨的計劃是「在最終勝利後讓德國去基督化」。麥可·費耶寫道：「到了三十年代後期，教會官員都很清楚，希特勒與其他納粹分子的最終目的是徹底消滅天主教和新教。而由於大多數德國人都是天主教徒或者新教徒，所以此目標必須是長期目標而非短期目標」。
在紐倫堡審判中關於納粹迫害教會的證據摘要中，美國戰略情報局（中央情報局的前身）編製了一份叫做《納粹總計劃》的報告，其中在審查納粹對教會的迫害中，發現希特勒政權有一個顛覆、摧毀德國基督教的計劃。調查員寫道：
「國家社會主義在本質上是敵視基督教與基督教教會的......衝突將無可避免......國家社會主義黨的重要領導人希望透過徹底消滅基督教來應對這種狀況，另用適合國家社會主義政策需要的純粹種族宗教取代之。這種徹底的反基督立場在阿爾弗雷德·羅森堡的《二十世紀的神話》中得到最顯卓的體現......他一般被認為是繼《我的奮鬥》後對國家社會主義意識形態最權威的表述。......是以，希特勒青年團負責人巴爾杜爾·馮·席拉赫在1934年11月5日的一份聲明中宣稱『摧毀基督教被明確定為國家社會主義運動的其中一個目的』。然而，希特勒出於權宜考量，是不可能真正採取如此激進的反基督教政策。是以，實際採取政策為透過動用一切可用的手段來盡量削弱教會的影響力，而不去引起公開滅絕戰爭的困難。」
 — 戰略情報局，《納粹總計劃》附件四：對基督教會的迫害，1945年7月6日
據克肖说，戈培爾在1937年注意到希特勒在「教會問題」上變得更加激進，並表示，儘管目前的政治環境仍需靜觀其變，但他的長期計劃為解除與盧馬的政教協定，將教會完全割離於國家之外，將黨的全部力量轉到「消滅神職人員」，並在「世界大對決」中結束西發里亞式和平。1941年，當克萊門斯·奧古斯特·馮·蓋倫主教抗議納粹的安樂死與沒收教會財產等行為時，儘管希特勒還是同情希望馮·蓋倫去死，護者支持沒收教會財產的激進分子，但是他掐指一算後認為這只會讓天主教教區更加反對納粹政權。克肖写道：「希特勒只有在與教會的關係上需要和平，以避免後者局勢逐漸惡化，才會決定其立場」，「在瓦爾特蘭帝國大區所發生的事件（該地區到1941年時，波森-格尼森教区94%的教堂與小聖堂被關閉，11%的神職人員被謀殺，其餘大部分都被抓進監獄或集中營）就顯示基督教會未來的面貌。」

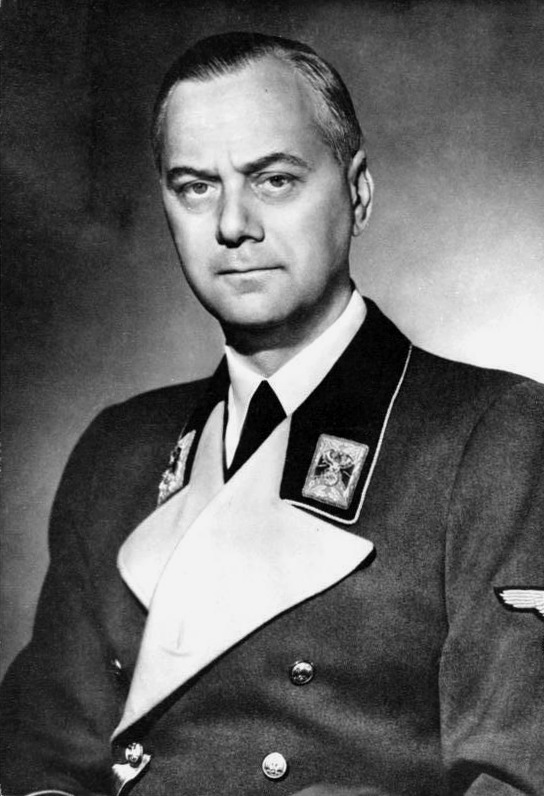
被希特勒任命為納粹官方思想家的新異教徒阿爾弗雷德·羅森堡

希特勒在1941年的一系列私人談話中解釋了他對基督教與其他宗教在納粹統治下的未來立場：
「基督教是對自然法則的違背，是對自然的抗議。如果把其推向邏輯的極限，基督教將意味著系統性地培養失敗的人類......現在還不是進行教會鬥爭的時候，最好的方法界是讓基督教自然死亡。緩慢死亡對一些令人欣慰的地方，即基督教教義將在進步的科學面前磨滅殆盡，宗教將不得不做出更多讓步。漸漸地，神話崩潰了，剩下的就是證明了自然界中，有機物與無機物之間沒有邊界。」——阿道夫·希特勒，出自《希特勒餐桌談話》, pp. 33, 59，

#### 無神論

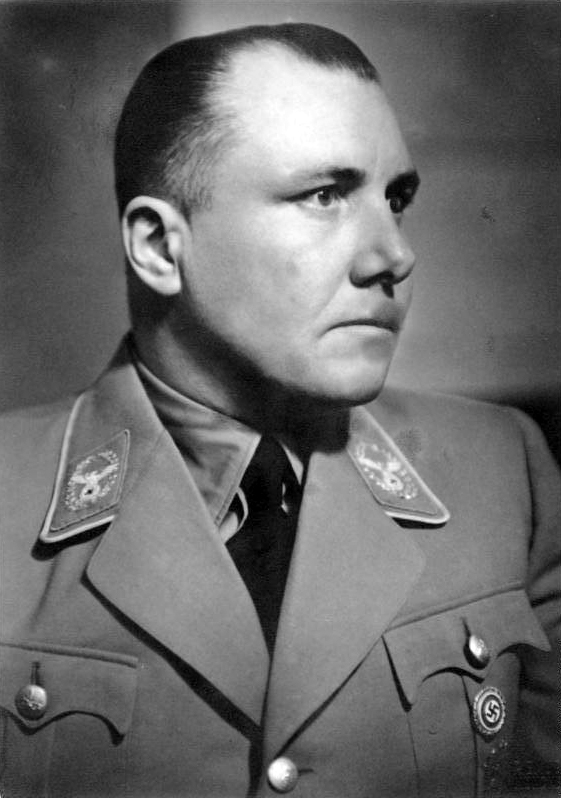
圖為希特勒的副手馬丁·鮑曼，他是納粹運動中的主要反基督人士

國家社會主義運動並非真正的無神論主義，其一般狀況下會允許宗教信仰。朱立安·巴吉尼寫道，希特勒的德國不是一個「直接性無神論國家」，而是一個將血統與民族之概念「神聖化」的國家。1933年10月13日，德國副元首魯道夫·赫斯頒布了一項法令，上面規定「任何國家社會主義者都不得因其不信奉任何特定的信仰與宗教，或因其不從事任何宗教性職業而受到任何損害。」然而杰弗裡·布萊尼寫道，「蘇聯的無神論傳播如此之快令許多德國基督徒感到震驚」，所以希特勒將基督徒作為「臨時盟友」，並討好德國基督徒，在其對共產主義無神論的恐懼中受益。納粹政權在同年禁止了德國大多數無神論與自由思想團體，支持納粹的團體不再其中。
1933年2月，當希特勒被批評有反基督情緒時，他聲稱是納粹而非天主教中心黨採取的無神論政治。在他與天主教會進行協議期間，希特勒表示他支持學校進行宗教教育，然而在他上任之後，他就推行鎮壓宗教學校與教會青年團的政策，並且幾乎所有神職教師都被趕出公立學校。到了1939年後，所有宗教學校都被關閉或者改造為公共設施。埃文斯指出，約有95%的德國人在那一年仍稱自己為天主教徒或者新教徒，而只有3.5%的人稱自己為「信神者」，1.5%的人稱自己為無神論者──其中後面的幾類人大多數是「深信不疑的納粹分子，他們在黨的要求下退出了他們各自的教會，而黨自從1930年代後期開始就試圖降低基督教在社會中的影響」。
約翰·S·康威指出，儘管羅森堡做了各種努力，約300萬納粹黨員中的多數人仍繼續繳納教會稅，並登記為天主教或新教之基督徒。諸如戈培爾和鮑曼這樣咄咄逼人的反基督激進分子，把反對教會的教會鬥爭視為優先關注的問題，而反教會與反教權的情緒在基層黨員中也很強烈。奥维写道，「黨的總理府負責人兼著名黨內無神論者馬丁·鮑曼從1938年起，在試圖切斷國家對教會的所有財政支持、限制其法律地位與活動方面中發揮了領導作用，但是從1939年9月起，動員教會支持戰爭的需要會導致教會與國家間有限的政治休戰，就像1941年後的蘇聯一樣。」施佩尔认为鮑曼是該政權反對教會運動的推動者，並認為希特勒贊成其目標，但後者「想要把這個問題推遲到更有利的時機」：
格爾奧格·摩瑟在談及鮑曼的信仰時寫道：
（他認為）天主是真實存在的，但其作為一種世界性力量，主持著只有納粹才能了解的生活規律。這等與北歐血統相聯繫的非基督教有神論，早在鮑曼寫下自己對此事的想法之前就已在德國國內流行了。現在他必須恢復之，藉以避免過去幾個世紀，德國家將權力交給教會手上的災難性錯誤。他建議大區長官透故保持基督教會的分裂，鼓勵他們之間存在特殊主義，繼而征服基督教會的影響......

#### 耶和華見證人
在希特勒剛開始統治德國的時候，耶和華見證人的人數大約有三萬人左右。他們由於拒絕向帝國效忠且拒絕入伍當兵，是以他們稱為德國的敵人並遭受迫害，大約有六千人被因此送進集中營中。

#### 猶太教
反猶主義與反猶太種族主義是希特勒哲學的核心之一。其政權曾實施最終解決方案並努力地消滅猶太人，導致一場大規模種族滅絕。根據歷史學家估計，共有420.4万至700万猶太人被殺害。

### 註腳
1. ↑  Steigmann-Gall 2003, p. 265: "During the Kampfzeit and into the first years of the Third Reich, he maintained – both publicly and privately – that the movement bore some fundamental relationship to Christianity, as witnessed by his repeated intonations of positive Christianity and his repeated reference to the relevance, even priority, of Christian social ideas to his own movement. Then we see an apparent total rejection of those same ideas near the end."
2. ↑  Hastings, Derek. . Oxford University Press. 2011. ISBN 978-0199843459 （英语）. While there is little doubt that Hitler was a staunch opponent of Christianity throughout the duration of the Third Reich, I would caution against viewing Hitler's religious identity in static terms. Rather, it seems to me that Hitler's religious stance underwent a significant evolution over time, particularly in an external-historical sense but quite possibly internally as well. Before the Beerhall Putsch, Hitler made public statements of devotion to his “Lord and Savior” that would never have been made – either publicly or privately – at a later date. […] At the same time, a shift is already visible in the pages of Mein Kampf away from energetic and open advocacy to a much more subdued tolerance of Christianity, a respect for the institutional strength of the Catholic Church, and a practical desire to avoid interconfessional squabbles within the movement.
3. ↑    - Alan Bullock; Hitler: a Study in Tyranny; Harper Perennial Edition 1991; p. 219: "Hitler had been brought up a Catholic and was impressed by the organization and power of the Church... [but] to its teachings he showed only the sharpest hostility... he detested [Christianity]'s ethics in particular"
  - Ian Kershaw; Hitler: A Biography; Norton; 2008 ed; pp. 295–297: "In early 1937 [Hitler] was declaring that 'Christianity was ripe for destruction', and that the Churches must yield to the 'primacy of the state', railing against any compromise with 'the most horrible institution imaginable'"
  - Richard J. Evans; The Third Reich at War; Penguin Press; New York 2009, p. 547: Evans wrote that Hitler believed Germany could not tolerate the intervention of foreign influences such as the Pope and "Priests, he said, were 'black bugs', 'abortions in black cassocks'". Evans noted that Hitler saw Christianity as "indelibly Jewish in origin and character" and a "prototype of Bolshevism", which "violated the law of natural selection".
  - Richard Overy: The Dictators Hitler's Germany Stalin's Russia; Allen Lane/Penguin; 2004. p 281: "[Hitler's] few private remarks on Christianity betray a profound contempt and indifference".
  - A. N. Wilson; Hitler a Short Biography; Harper Press; 2012, p. 71.: "Much is sometimes made of the Catholic upbringing of Hitler... it was something to which Hitler himself often made allusion, and he was nearly always violently hostile. 'The biretta! The mere sight of these abortions in cassocks makes me wild!'"
  - Laurence Rees; The Dark Charisma of Adolf Hitler; Ebury Press; 2012; p. 135.; "There is no evidence that Hitler himself, in his personal life, ever expressed any individual belief in the basic tenets of the Christian church"
  - Derek Hastings (2010). Catholicism and the Roots of Nazism. Oxford: Oxford University Press, p. 181 : Hastings considers it plausible that Hitler was a Catholic as late as his trial in 1924, but writes that "there is little doubt that Hitler was a staunch opponent of Christianity throughout the duration of the Third Reich."
  - Joseph Goebbels (Fred Taylor Translation); The Goebbels Diaries 1939–41; Hamish Hamilton Ltd; London; 1982; ISBN 0241108934 : In his entry for 29 April 1941, Goebbels noted long discussions about the Vatican and Christianity, and wrote: "The Fuhrer is a fierce opponent of all that humbug".
  - Albert Speer; Inside the Third Reich: Memoirs; Translation by Richard and Clara Winston; Macmillan; New York; 1970; p. 123: "Once I have settled my other problem," [Hitler] occasionally declared, "I'll have my reckoning with the church. I'll have it reeling on the ropes." But Bormann did not want this reckoning postponed ... he would take out a document from his pocket and begin reading passages from a defiant sermon or pastoral letter. Frequently Hitler would become so worked up ... and vowed to punish the offending clergyman eventually ... That he could not immediately retaliate raised him to a white heat ..."
  - Hitler's Table Talk: "The dogma of Christianity gets worn away before the advances of science. Religion will have to make more and more concessions. Gradually the myths crumble. All that's left is to prove that in nature there is no frontier between the organic and the inorganic. When understanding of the universe has become widespread, when the majority of men know that the stars are not sources of light but worlds, perhaps inhabited worlds like ours, then the Christian doctrine will be convicted of absurdity."
4. ↑  . The Washington Post. 2019-04-20  [2022-06-11]. （原始内容存档于2023-09-25）.
5. ↑  Weikart, Richard. . New York: Simon & Schuster. 2016: unpaginated. ISBN 978-1621575511 （英语）. It's true that Hitler's public statements opposing atheism should not be given too much weight, since they obviously served Hitler's political purposes to tar political opponents. However, in his private monologues, he likewise rejected atheism, providing further evidence that this was indeed his personal conviction. In July 1941, he told his colleagues that humans do not really know where the laws of nature come from. He continued, "Thus people discovered the wonderful concept of the Almighty, whose rule they venerate. We do not want to train people in atheism." He then maintained that every person has a consciousness of what we call God. This God was apparently not the Christian God preached in the churches, however, since Hitler continued, "In the long run National Socialism and the church cannot continue to exist together." The monologue confirms that Hitler rejected atheism, but it also underscores the vagueness of his conception of God. [...] While confessing faith in an omnipotent being of some sort, however, Hitler denied we could know anything about it. [...] Despite his suggestion that God is inscrutable and unfathomable, Hitler did sometimes claim to know something about the workings of Providence. [...] Perhaps even more significantly, he had complete faith that Providence had chosen him to lead the German people to greatness.
6. ↑  Brendan Simms. . Basic Books. 2019: 21–. ISBN 978-1541618206 （英语）.
7. ↑  . Matricula Online. 1889-04-22  [2021-10-07]. （原始内容存档于2023-07-13） （英语）.
8. ↑  Bullock (1991), p.26
9. 1 2  John Toland; Hitler; Wordsworth Editions; 1997 Edn; p. 18
10. 1 2 3  Rissmann, Michael (2001). Hitlers Gott: Vorsehungsglaube und Sendungsbewußtsein des deutschen Diktators. Zürich, München: Pendo, pp. 94–96; ISBN 978-3858424211.
11. ↑  . Oup USA. 2013. ISBN 978-0199738595 （英语）.
12. ↑  . Wipf and Stock Publishers. 6 May 2019. ISBN 978-1532672668 （英语）.
13. ↑  Weikart, Richard. . 22 November 2016. ISBN 978-1621575511 （英语）.
14. ↑  Rossol, Nadine; Ziemann, Benjamin. . 6 January 2022. ISBN 978-0198845775 （英语）.
15. ↑  Michalczyk, John J.; Bryant, Michael S.; Michalczyk, Susan A. . 10 February 2022. ISBN 978-1350185470 （英语）.
16. ↑  John S. Conway. Review of Steigmann-Gall, Richard, The Holy Reich: Nazi Conceptions of Christianity, 1919–1945. H-German, H-Net Reviews. June, 2003: John S. Conway considered that Steigmann-Gall's analysis differed from earlier interpretations only by "degree and timing", but that if Hitler's early speeches evidenced a sincere appreciation of Christianity, "this Nazi Christianity was eviscerated of all the most essential orthodox dogmas" leaving only "the vaguest impression combined with anti-Jewish prejudice..." which few would recognize as "true Christianity".
17. ↑  Norman H. Baynes, ed. The Speeches of Adolf Hitler, April 1922–August 1939, Vol. 1 of 2, pp. 19–20, Oxford University Press, 1942
18. 1 2 3  Hitler, Adolf (1999). Mein Kampf. Ralph Mannheim, ed., New York: Mariner Books, pp. 65, 119, 152, 161, 214, 375, 383, 403, 436, 562, 565, 622, 632–633.
19. ↑  . Univ of North Carolina Press. 9 November 2000. ISBN 978-0807860342.
20. ↑  . Cornell University Press. 14 April 2008  [2022-06-30]. ISBN 978-1501757150. （原始内容存档于2022-10-17） （英语）.
21. 1 2  from Norman H. Baynes, ed. (1969). The Speeches of Adolf Hitler: April 1922 – August 1939. 1. New York: Howard Fertig. p. 402.
22. 1 2 3 4 5 6  William L. Shirer; The Rise and Fall of the Third Reich; Secker & Warburg; London; 1990, p. 234.
23. 1 2  "Confessing Church" in Dictionary of the Christian Church, F. L. Cross and E. A. Livingston, eds.; William L. Shirer, The Rise and Fall of the Third Reich (New York: Simon and Schuster, 1960), pp. 235 f.（英文）
24. 1 2 3 4  Schramm, Percy Ernst (1978) "The Anatomy of a Dictator" in Hitler: The Man and the Military Leader. Detwiler, Donald S., ed. Malabar, Florida: Robert E. Kreiger Publishing Company. pp. 88–91. ISBN 089874962X; originally published as the introduction to Picker, Henry (1963) Hitlers Tischgespräche im Führerhauptquarter ("Hitler's Table Talk")
25. 1 2 3 4 5  Steigmann-Gall 2003，第13–50, 252頁.
26. ↑  Steigmann-Gall 2003.
27. ↑  . Hoover Institution on War, Revolution, and Peace. 1967. ISBN 978-0817916220 （英语）.
28. ↑  Speer, Albert. . New York: Simon & Schuster. 1997: 95. ISBN 978-0684829494 （英语）.
29. ↑  Wood, Barry. . London: Anthem Press. 2020: 342  [2022-06-30]. ISBN 978-1785274763. （原始内容存档于2022-10-17） （英语）.
30. ↑  Steigmann-Gall 2003，第256頁.
31. 1 2 3  Ian Kershaw; Hitler a Biography; 2008 Edn; W. W. Norton & Company; London; p. 290.
32. ↑  Lindsay, Deborah G. . 2020. ISBN 978-1627342988 （英语）.
33. 1 2  Ian Kershaw. Hitler a Biography; 2008 Edition; W.W. Norton & Company; London p. 661. [缺少ISBN]
34. ↑  Clifford, Alexander. . Pen and Sword Military. December 16, 2021. ISBN 9781526783349 –Google Books （英语）.
35. ↑  Hitler, Adolf. . Enigma Books. October 18, 2013. ISBN 9781929631667 –Google Books （英语）.
36. ↑  . Springer. 24 May 2021  [2022-06-30]. ISBN 978-3030328658. （原始内容存档于2022-12-04） （英语）.
37. ↑  . Wipf and Stock Publishers. 25 January 2018  [2022-06-30]. ISBN 978-1532643453. （原始内容存档于2022-07-07） （英语）.
38. 1 2    - Sharkey, Joe (13 January 2002). "Word for Word/The Case Against the Nazis; How Hitler's Forces Planned To Destroy German Christianity （页面存档备份，存于）". The New York Times. Retrieved 2011-06-07.
  - Ian Kershaw; Hitler a Biography; 2008 Edn; WW Norton & Company; London p. 661
  - Alan Bullock; Hitler: A Study in Tyranny; HarperPerennial Edition 1991; p 219: "Once the war was over, [Hitler] promised himself, he would root out and destroy the influence of the Christian Churches, but until then he would be circumspect"
  - Michael Phayer; The Response of the German Catholic Church to National Socialism （页面存档备份，存于）, published by Yad Vashem: "By the latter part of the decade of the Thirties church officials were well aware that the ultimate aim of Hitler and other Nazis was the total elimination of Catholicism and of the Christian religion. Since the overwhelming majority of Germans were either Catholic or Protestant this goal had to be a long-term rather than a short-term Nazi objective."
  - Shirer, William L., Rise and Fall of the Third Reich: A History of Nazi Germany, p. 240, Simon and Schuster, 1990: "under the leadership of Rosenberg, Bormann and Himmler – backed by Hitler – the Nazi regime intended to destroy Christianity in Germany, if it could, and substitute the old paganism of the early tribal Germanic gods and the new paganism of the Nazi extremists.”
  - Gill, Anton (1994). An Honourable Defeat; A History of the German Resistance to Hitler. Heinemann Mandarin. 1995 paperback ISBN 978-0434292769, pp. 14–15: "[the Nazis planned to] de-Christianise Germany after the final victory".
  - Richard Overy; ‘’The Dictators Hitler's Germany Stalin's Russia’’; Allen Lane/Penguin; 2004. pp. 287: “During the War [Hitler] reflected that in the long run, ‘National Socialism and religion will no longer be able to exist together. Both Stalin and Hitler wanted a neutered religion, subservient to the state, while the slow programme of scientific revelation destroyed the foundation of religious myth.”
  - Richard J. Evans; The Third Reich at War; Penguin Press; New York 2009, p. 547: wrote that Hitler believed that in the long run National Socialism and religion would not be able to co-exist, and stressed repeatedly that Nazism was a secular ideology, founded on modern science: "Science, he declared, would easily destroy the last remaining vestiges of superstition". Germany could not tolerate the intervention of foreign influences such as the Pope and "Priests, he said, were 'black bugs', 'abortions in black cassocks'".
  - Griffin, Roger Fascism's relation to religion in Blamires, Cyprian, World fascism: a historical encyclopedia, Volume 1, p. 10, ABC-CLIO, 2006: "There is no doubt that in the long run Nazi leaders such as Hitler and Himmler intended to eradicate Christianity just as ruthlessly as any other rival ideology, even if in the short term they had to be content to make compromises with it."
  - Mosse, George Lachmann, Nazi culture: intellectual, cultural and social life in the Third Reich, p. 240, Univ of Wisconsin Press, 2003: "Had the Nazis won the war their ecclesiastical policies would have gone beyond those of the German Christians, to the utter destruction of both the Protestant and the Catholic Church."
  - Fischel, Jack R., Historical Dictionary of the Holocaust , p. 123, Scarecrow Press, 2010: "The objective was to either destroy Christianity and restore the German gods of antiquity or to turn Jesus into an Aryan."
  - Dill, Marshall, Germany: a modern history , p. 365, University of Michigan Press, 1970: "It seems no exaggeration to insist that the greatest challenge the Nazis had to face was their effort to eradicate Christianity in Germany or at least to subjugate it to their general world outlook."
  - Wheaton, Eliot Barculo The Nazi revolution, 1933–1935: prelude to calamity:with a background survey of the Weimar era, p. 290, 363, Doubleday 1968: The Nazis sought "to eradicate Christianity in Germany root and branch."
  - Bendersky, Joseph W., A concise history of Nazi Germany, p. 147, Rowman & Littlefield, 2007: "Consequently, it was Hitler's long range goal to eliminate the churches once he had consolidated control over his European empire.”
  - The Nazi Master Plan: The Persecution of the Christian Churches 的存檔，存档日期2013-09-26., Rutgers Journal of Law and Religion, Winter 2001, publishing evidence compiled by the O.S.S. for the Nuremberg war-crimes trials of 1945 and 1946
  - Sharkey, Word for Word/The Case Against the Nazis; How Hitler's Forces Planned To Destroy German Christianity （页面存档备份，存于）, New York Times, 13 January 2002
  - Bendersky, Joseph W., A concise history of Nazi Germany, p. 147, Rowman & Littlefield, 2007: "Consequently, it was Hitler's long range goal to eliminate the churches once he had consolidated control over his European empire.”
39. 1 2  Alan Bullock; Hitler, a Study in Tyranny; Harper Perennial Edition, 1991; p. 219."
40. ↑  Alan Bullock; Hitler: A Study in Tyranny, Harper Perennial Edition 1991, p. 216.
41. ↑  Sir Ian Kershaw: Dissecting Hitler （页面存档备份，存于）; BBC News; 14 June 2002.
42. ↑  Ian Kershaw; Hitler 1936–1945 Nemesis; WW Norton & Company; 2000; p. 20
43. ↑  Ian Kershaw; Hitler 1936–1945 Nemesis; WW Norton & Company; 2000; pp. 39–40
44. ↑  Richard J. Evans; The Third Reich at War; Penguin Press; New York 2009, p. 547
45. ↑  Overy, Richard (2004) The Dictators: Hitler's Germany, Stalin's Russia. Allen Lane/Penguin. pp. 281, 287
46. ↑  Richard Overy; The Third Reich, A Chronicle; Quercus; 2010; p. 99
47. ↑  Overy, Richard (2004)The Dictators: Hitler's Germany, Stalin's Russia. Allen Lane/Penguin. pp. 280–281
48. 1 2  Schramm, Percy Ernst (1978) "The Anatomy of a Dictator" in Hitler: The Man and the Military Leader. Detwiler, Donald S., ed. Malabar, Florida: Robert E. Kreiger Publishing Company. p. 46. ISBN 089874962X; originally published as the introduction to Picker, Henry (1963) Hitlers Tischgespräche im Führerhauptquarter ("Hitler's Table Talk")
49. 1 2 3 4  Laurence Rees; The Dark Charisma of Adolf Hitler; Ebury Press; 2012; p. 135.
50. 1 2 3  Laurence Rees; The Dark Charisma of Adolf Hitler; Ebury Press; 2012; p. 135
51. 1 2 3  Max Domarus (2007). The Essential Hitler: Speeches and Commentary. Wauconda: Bolchazy-Carducci, p. 21.
52. 1 2  Domarus, 2007, p. 427
53. ↑  Heiden, Konrad (1935). A History of National Socialism. A. A. Knopf, p. 100.
54. ↑  Hastings, Derek (2010). Catholicism and the Roots of Nazism. Oxford: Oxford University Press, p. 181.
55. ↑  John Toland. (1976). Adolf Hitler: The Definitive Biography. New York: Anchor Books, pp. 589, 703.
56. ↑  Guenter Lewy; The Catholic Church And Nazi Germany; 1964; p. 303
57. ↑  Scholder, Klaus, The Churches and the Third Reich. 2 vols. Fortress Press, 1988 pp. 150–162
58. 1 2  Koehne, Samuel, Hitler's faith: The debate over Nazism and religion （页面存档备份，存于）, ABC Religion and Ethics, 18 Apr. 2012
59. ↑  Stephen McKnight; Glenn Hughes; Geoffrey Price. . Bloomsbury Academic. 2001: 86. ISBN 978-184127159-0 （英语）.
60. ↑  Steigmann-Gall 2003，第118–120, 155–156頁.
61. ↑  Steigmann-Gall 2003，第255頁
62. 1 2  Steigmann-Gall 2003，第26頁
63. 1 2  Inside the Third Reich: Memoirs. New York: Simon and Schuster, pp. 95–96.
64. 1 2  Fred Taylor Translation; The Goebbels Diaries 1939–41; Hamish Hamilton Ltd; London; 1982; ISBN 0241108934; p. 340
65. ↑  Speer, Albert (1971). Inside the Third Reich: Memoirs. New York: Simon and Schuster. p. 95. ISBN 978-0684829494.
66. 1 2  Albert Speer; Inside the Third Reich: Memoirs; Translation by Richard and Clara Winston; Macmillan; New York; 1970; p. 123
67. ↑  Speer, Albert (1971). Inside the Third Reich. Trans. Richard Winston, Clara Winston, Eugene Davidson. New York: Macmillan, p. 143; Reprinted in 1997. Inside the Third Reich: Memoirs. New York: Simon and Schuster. p. 96. ISBN 978-0684829494.
68. 1 2 3  Inside the Third Reich: Memoirs of Albert Speer; New York: Simon and Schuster, p. 94
69. 1 2  Albert Speer; Inside the Third Reich: Memoirs; Translation by Richard and Clara Winston; Macmillan Publishing Company; New York; 1970; p. 49
70. ↑  Trevor-Roper, H.R. (2000). Hitler's Table Talk 1941–1944. New York: Enigma Books, p. vii.
71. ↑  Encyclopædia Britannica – Reflections on the Holocaust 的存檔，存档日期2013-12-24.; Hitler, Adolf: Additional Reading - Writings and speeches; web May 2013.
72. ↑  Cameron et al. 2007.
73. ↑  Cameron et al. 2007，第59, 342, 343頁.
74. ↑  Kershaw, Ian. . London: Penguin. 2001: xiv. ISBN 978-0140133639 （英语）.
75. ↑  Evans, Richard J. . London: Penguin. 2008: 547 (546–549). ISBN 978-0141015484.
76. ↑  Cameron et al. 2007，第55頁.
77. ↑  See Alan Bullock; Hitler: a Study in Tyranny; HarperPerennial Edition 1991; p. 219 & Cameron et al. 2007，第51頁
78. ↑  Burleigh, Michael. . London: Pan Books. 2001: 716–717. ISBN 978-0330487573 （英语）.
79. 1 2  Evans, Richard J. . London: Penguin. 2008: 547–548. ISBN 978-0141015484 （英语）.
80. ↑  Cameron et al. 2007，第8頁.
81. ↑  Cameron et al. 2007，第48頁.
82. ↑  Cameron et al. 2007，第59–61頁.
83. 1 2  Trevor-Roper, Hugh, ed (2000). Hitler's Table Talk 1941–1944. Trans. N. Cameron and R. H. Stevens (3rd ed.). New York: Enigma Books. Midday 14th October 1941: "I'm convinced that any pact with the Church can offer only a provisional benefit, for sooner or later the scientific spirit will disclose the harmful character of such a compromise. Thus the State will have based its existence on a foundation that one day will collapse. An educated man retains the sense of the mysteries of nature and bows before the unknowable. An uneducated man, on the other hand, runs the risk of going over to atheism (which is a return to the state of the animal) as soon as he perceives that the State, in sheer opportunism, is making use of false ideas in the matter of religion, whilst in other fields it bases everything on pure science. That's why I've always kept the Party aloof from religious questions."
84. 1 2  Cameron et al. 2007，第76頁.
85. ↑  Cameron et al. 2007，第721–722頁.
86. ↑  Carrier, Richard. . German Studies Review. 2003, 26 (3): 561–576. JSTOR 1432747. doi:10.2307/1432747.
87. ↑  Trevor-Roper, Hugh Redwald; Weinberg, Gerhard L. . Enigma Books. 2013: xi. ISBN 978-1929631667 （英语）.
88. ↑  Nilsson, Mikael. . Journal of Contemporary History. 2016-03-10, 51 (4): 788–812. ISSN 0022-0094. doi:10.1177/0022009415619689  （英语）.
89. ↑  Ian Kershaw; Hitler 1889–1936 Hubris; Allen Lane/Penguin Press; 1998 p. xii [缺少ISBN]
90. 1 2  Fred Taylor Translation; The Goebbels Diaries 1939–41; Hamish Hamilton Ltd; London; 1982; ISBN 0241108934; p. 76
91. 1 2  Fred Taylor Translation; The Goebbels Diaries 1939–41; Hamish Hamilton Ltd; London; 1982; ISBN 0241108934; pp. 304–305: Goebbels wrote in 1941 that Hitler "hates Christianity" because it had made humans abject and weak, and also because the faith exalted the dignity of human life, while disregarding the rights and well-being of animals.
92. 1 2  Ian Kershaw; Hitler: a Biography; Norton; 2008 ed; pp. 295–297: "In early 1937 [Hitler] was declaring that 'Christianity was ripe for destruction', and that the Churches must yield to the 'primacy of the state', railing against any compromise with 'the most horrible institution imaginable'"
93. ↑  Bonney, Richard (2009). Confronting the Nazi war on Christianity: the Kulturkampf newsletters, 1936–1939 Bern, Switzerland: Peter Lang Pub., p. 20.
94. ↑  Lang, Peter (2009). Adolf Hitler: The Definitive Biography. New York: Anchor Books, p. 703.
95. ↑  Fred Taylor Translation; The Goebbels Diaries 1939–41; Hamish Hamilton Ltd; London; 1982; ISBN 0241108934; p. 77
96. ↑  Elke Frölich. 1997–2008. Die Tagebücher von Joseph Goebbels. Munich: K. G. Sauer. Teil I, v. 6, p. 272.
97. ↑  Friedländer, Saul (2009). Nazi Germany and the Jews, 1933–1945. New York: HarperCollins, p. 61.
98. ↑  Weikart, Richard. . Regenery History. 2016: xi. ISBN 978-1621575009 （英语）.
99. ↑  Hanfstaengl, Ernst. . Arcade Publishing; Reprint edition. 2011. ISBN 978-1611450552 （英语）.
100. ↑  William L. Shirer; The Rise and Fall of the Third Reich; Secker & Warburg; London; 1960; pp. 325–329.
101. ↑  BBC News (1944-07-20) Hitler survives assassination attempt. http://news.bbc.co.uk/onthisday/hi/dates/stories/july/20/newsid_3505000/3505014.stm （页面存档备份，存于）
102. 1 2  Ian Kershaw; Hitler: a Biography; Norton; 2008 ed; p. 373.
103. ↑  Hitler, Ian Kershaw, p. 373, 2008, Penguin, ISBN 978-0141035888
104. ↑  Kershaw, Ian (2001). The "Hitler Myth": Image and reality in the Third Reich. Oxford: Oxford University Press, p. 109.
105. ↑  . www.sundayobserver.lk.   [2016-03-02]. （原始内容存档于2016-03-05） （英语）.
106. ↑  Ian Kershaw; Hitler a Biography; 2008 ed; Norton; London; p. 3
107. 1 2  . Encyclopedia Britannica. 15 May 2023  [2023-06-04]. （原始内容存档于2015-06-16） （英语）.
108. ↑  Smith, Bradley (1967). Adolf Hitler: His Family, Childhood and Youth. Stanford: Hoover Institution Press, p. 27. "Closely related to his support of education was his tolerant skepticism concerning religion. He looked upon religion as a series of conventions and as a crutch for human weakness, but, like most of his neighbors, he insisted that the women of his household fulfil all religious obligations. He restricted his own participation to donning his uniform to take his proper place in festivals and processions. As he grew older, Alois shifted from relative passivity in his attitude toward the power and influence of the institutional Church to a firm opposition to 'clericalism', especially when the position of the Church came into conflict with his views on education."
109. ↑  Smith, Bradley (1967). Adolf Hitler: His Family, Childhood and Youth. Stanford: Hoover Institution Press, p. 42. "Alois insisted she attend regularly as an expression of his belief that the woman's place was in the kitchen and in church ... Happily, Klara really enjoyed attending services and was completely devoted to the faith and teachings of Catholicism, so her husband's requirements worked to her advantage."
110. ↑  A. N. Wilson; Hitler a Short Biography; Harper Press; 2012, p. 71.
111. ↑  A. N. Wilson; Hitler a Short Biography; Harper Press; 2012, p. 71.: "Hitler himself often made allusion [to his Catholic upbringing] and he was nearly always violently hostile... Hitler saw himself as avoiding the power of the priests. 'In Austria, religious instruction was given by the priests. I was the eternal asker of questions. Since I was completely the master of the material I was unassailable."
112. ↑  Richard Overy: The Dictators Hitler's Germany Stalin's Russia; Allen Lane/Penguin; 2004.p 281: "His few private remarks on Christianity betray a profound contempt and indifference. Forty years afterwards he could still recall facing up to clergyman-teacher at his school when told how unhappy he would be in the afterlife: 'I've heard of a scientists who doubts whether there is a next world'. Hitler believed that all religions were now 'decadent'; in Europe it was the 'collapse of Christianity that we are now experiencing'. The reason for the crisis was science."
113. 1 2  John Toland; Hitler; Wordsworth Editions; 1997 Edn; p. 9
114. ↑  William L. Shirer. . Simon & Schuster. 1990: 11–  [2013-04-22]. ISBN 978-0671728687 （英语）.
115. ↑  Adolf Hitler. . Zhingoora Books. 1940: 10–  [2013-04-22]. ISBN 978-1105253348 （英语）.[]
116. ↑  Toland chapter 1; Kershaw chapter 1. By his account in Mein Kampf (which is often an unreliable source), he loved the "solemn splendor of the brilliant Church festivals". He held the abbot in very high regard, and later told Helene Hanfstaengl that one time as a small boy he had once ardently wished to become a priest. His flirtation with the idea apparently ended as suddenly as it began, however. (Ibid.)
117. 1 2  Alan Bullock; Hitler: A Study in Tyranny; Harper Perennial Edition 1991; p. 11
118. ↑  Conway, John S. (1968). The Nazi Persecution of the Churches 1933–45. p. 3, ISBN 978-0297763154
119. ↑  Daniel E.D. Müller: Radikal pragmatisches Kalkül. Das Gelingen der Konkordatsverhandlungen von 1933 zwischen deutscher Reichsregierung und Heiligem Stuhl. In: Daniel E.D. Müller, Christoph Studt (ed.): „…und dadurch steht er vor Freisler, als Christ und als gar nichts anderes …“. Christlicher Glaube als Fundament und Handlungsorientierung des Widerstandes gegen das „Dritte Reich“ (= Schriftenreihe der Forschungsgemeinschaft 20. Juli 1944 e.V., vol. 25). Wißner, Augsburg 2019, ISBN 978-3957862341, pp. 56–68.
120. ↑  Anthony Court. . Rozenberg Publishers. 2008: 97–  [2013-04-22]. ISBN 978-9036101004.
121. 1 2  Paul Berben; Dachau: The Official History 1933–1945; Norfolk Press; London; 1975; ISBN 085211009X; p. 138.
122. ↑  Richard Overy: The Dictators Hitler's Germany Stalin's Russia; Allen Lane/Penguin; 2004. p. 281
123. ↑  "Hitler wusste selber durch die ständige Anrufung des Herrgotts oder der Vorsehung den Eindruck gottesfürchtiger Denkart zu machen." J. C. Fest. Hitler. (German edition), p. 581.
124. ↑  Alan Bullock; Hitler and Stalin: Parallel Lives; Fontana Press; 1993; pp. 412–413
125. ↑  Kershaw 1987，第109頁"Hitler's evident ability to simulate, even to potentially critical Church leaders, an image of a leader keen to uphold and protect Christianity was crucial to the mediation of such an image to the church-going public by influential members of both major denominations. It was the reason why church-going Christians, so often encouraged by their 'opinion-leaders' in the Church hierarchies, were frequently able to exclude Hitler from their condemnation of the anti-Christian Party radicals, continuing to see in him the last hope of protecting Christianity from Bolshevism."
126. ↑  Hitler, Adolf. .  [My Struggle]. 由James Vincent Murphy翻译. : 783, 784 （英语）.
127. 1 2 3  . gutenberg.net.au. Project Gutenberg Australia.   [8 July 2015]. （原始内容存档于2018-12-26） （英语）.
128. 1 2  Hitler, Adolf (1998). Mein Kampf. Trans. Ralph Manheim. New York: Houghton Mifflin, p. 307.
129. ↑  Hitler, Adolf (1999) Mein Kampf. Trans. Ralph Manheim. New York: Mariner Books, p. 65.
130. 1 2  Hitler, Adolf (1999). Mein Kampf. Trans. Ralph Manheim. New York: Mariner Books, p. 562.
131. ↑  Hitler, Adolf (1999) Mein Kampf. Trans. Ralph Manheim. New York: Mariner Books, p. 52.
132. ↑  .   [2022-06-30]. （原始内容存档于2018-12-26）.
133. ↑  Hitler, Adolf (1969). Mein Kampf. McLeod, MN: Hutchinson, p. 562.
134. ↑  Adolf Hitler. Ralph Manheim, ed. , 编. . New York: Houghton Mifflin. 1998: 65. ISBN 0395951054 （英语）. Hence today I believe that I am acting in accordance with the will of the Almighty Creator: by defending myself against the Jew, I am fighting for the work of the Lord.
135. ↑  Ralph Manheim, ed. (1998). Mein Kampf. New York: Houghton Mifflin. ISBN 0395951054, p. 174
136. ↑  Derek Hastings, Catholicism and the Roots of Nazism, p. 67
137. ↑  Hastings, Derek (2010). Catholicism and the roots of Nazism. Oxford: Oxford University Press, p. 119.
138. ↑  Karl Dietrich Bracher, The German Dictatorship, p. 111
139. ↑  . historyplace.com.   [8 July 2015]. （原始内容存档于2012-06-26）.
140. 1 2  Richard Overy; ‘’The Dictators Hitler's Germany Stalin's Russia’’; Allen Lane/Penguin; 2004. p. 285
141. ↑  United States Holocaust Memorial Museum （页面存档备份，存于）; The German Churches and the Nazi State; web 25 April 2013
142. ↑  Speech delivered at Munich 12 April 1922; from Norman H. Baynes, ed. (1942). The Speeches of Adolf Hitler: April 1922 – August 1939. Vol. 1. New York: Oxford University Press. p. 19.
143. ↑  Speech in Passau 27 October 1928 Bundesarchiv Berlin-Zehlendorf; from Richard Steigmann-Gall (2003). Holy Reich: Nazi conceptions of Christianity, 1919–1945. Cambridge: Cambridge University Press. pp. 60–61
144. ↑  Richard Overy; The Dictators Hitler's Germany Stalin's Russia; Allen Lane/Penguin; 2004. p. 281
145. ↑  Miguel Power, La persecución Nazi contra el cristianismo (Buenos Aires: Editorial Difusión, 1941), pp. 99–102. This book is a Spanish translation corresponding to Michael Power, Religion in the Reich: the Nazi Persecution of Christianity, an Eye Witness Report (n.p.: Longman's Green and Co. Ltd., 1939).
146. ↑  Miguel Power, La persecución Nazi contra el cristianismo (Buenos Aires: Editorial Difusión, 1941), p. 103.（英文）
147. ↑  Encyclopædia Britannica Online – German Christian （页面存档备份，存于）; web 25 Apr 2013（英文）
148. ↑  Steigmann-Gall 2003，abstract.
149. ↑  Steigmann-Gall 2003，第26–27頁.
150. 1 2  Steigmann-Gall 2003，第257–260頁
151. ↑   （英语）.
152. ↑  Ian Kershaw; Hitler a Biography; 2008 Edn; W. W. Norton & Company; London; pp. 281–283
153. ↑  Alan Bullock; Hitler, a Study in Tyranny; HarperPerennial Edition 1991; pp. 146–149
154. ↑  Alan Bullock; Hitler: A Study in Tyranny; HarperPerennial Edition 1991
155. ↑  Adolf Hitler. (1941). My New Order. New York: Reynal & Hitchcock, p. 144.
156. ↑  Alan Bullock; Hitler: A Study in Tyranny; Harper Perennial 1991; ch The Months of Opportunity
157. ↑  Dennis Barton. (2006). Hitler's Rise to Power （页面存档备份，存于）. http://www.churchinhistory.org （页面存档备份，存于）.
158. 1 2  Ian Kershaw; Hitler 1889–1936: Hubris; Allen Lane/Penguin Press; 1998, p. 467
159. 1 2  Bullock, 1991, pp. 147–148
160. ↑  Baynes, Norman H., ed. (1969). The Speeches of Adolf Hitler: April 1922 – August 1939. New York: Howard Fertig. pp. 19–20, 37, 240, 370, 371, 375, 378, 382, 383, 385–388, 390–392, 398–399, 402, 405–407, 410, 1018, 1544, 1594.
161. ↑  Susannah Heschel, The Aryan Jesus: Christian Theologians and the Bible in Nazi Germany, Princeton University Press, 2008. pp. 1–10
162. ↑  Baynes, Norman H. ed. (1969). The Speeches of Adolf Hitler: April 1922 – August 1939. Vol. 1. New York: Howard Fertig. p. 385.
163. 1 2 3  William L. Shirer; The Rise and Fall of the Third Reich; Secker & Warburg; London; 1960; pp. 238–239
164. 1 2  Ernst Helmreich, The German Churches Under Hitler. Detroit: Wayne State Univ. Press, 1979, p. 241.
165. 1 2  Richard Overy; The Third Reich, A Chronicle; Quercus; 2010; p. 157
166. ↑  Encyclopedia Online – Fascism – Identification with Christianity （页面存档备份，存于） web 20 Apr 2013
167. 1 2  Evans, Richard J. (2005). The Third Reich in Power. New York: Penguin. ISBN 978-0143037903; pp. 245–246
168. ↑  . Oxford University Press. 1987: 50–  [2013-04-22]. ISBN 978-0192802064 （英语）.
169. ↑  Ian Kershaw. . W W Norton & Company Incorporated. 2000: 489–  [2013-04-22]. ISBN 978-0393320350 （英语）.
170. ↑  Alan Bullock, Hitler and Stalin: Parallel Lives, Fontana Press 1993, p. 412.
171. ↑  Alan Bullock; Hitler: A Study in Tyranny; HarperPerennial Edition 1991; p. 219
172. ↑  Speech in Nuremberg on 6 September 1938. The Speeches of Adolf Hitler, April 1922 – August 1939, Volume 1 Edited by Norman Hepburn Baynes. University of Michigan Press, p. 396.
173. ↑  記載於1941年4月8日的《戈培爾日記》中
174. ↑  Rosenbaum, Ron Explaining Hitler pp. xxxvii, 282 (citing Yehuda Bauer's belief that Hitler's racism is rooted in occult groups like Ostara), p. 333, 1998 Random House
175. ↑  Toland, John [Adolf Hitler] p. 45, 1976 Anchor Books.
176. ↑  Toland 1992
177. ↑  Goodrick-Clarke 1985，第x頁
178. ↑  Hitler 1926，ch. 12
179. ↑  .   [2023-06-08]. （原始内容存档于2023-10-12）.
180. ↑  Goodrick-Clarke 1985，第202頁
181. ↑  "We will not allow mystically-minded occult folk with a passion for exploring the secrets of the world beyond to steal into our Movement. Such folk are not National Socialists, but something else – in any case something which has nothing to do with us." (Speech in Nuremberg on 6 September 1938)
182. ↑  Gunther 1938，第10頁
183. 1 2 3  Jackson Spielvogel and David Redles: Hitler's Racial Ideology: Content and Occult Sources （页面存档备份，存于）, The Simon Wiesenthal Center, 1997
184. ↑  Rissmann, Michael (2001). Hitlers Gott. Zurich, p. 96.
185. ↑  Voegelin, Eric (1986). Political Religions. New York: Edward Mellen Press. ISBN 978-0889467675. Discussion at Rissmann, pp. 191–197.
186. ↑  Hans Maier; Michael Schäfer. . Taylor & Francis. 24 December 2007: 3–  [2013-05-29]. ISBN 978-0203935422 （英语）.
187. ↑  Shirer, William L., Rise and Fall of the Third Reich: A History of Nazi Germany, p. 240, Simon and Schuster, 1990.
188. 1 2 3 4 5  Geoffrey Blainey; A Short History of Christianity; Viking; 2011; pp. 495–496
189. ↑  Laurence Rees; The Dark Charisma of Adolf Hitler; Ebury Press 2012; p. 66
190. ↑  The Face of the Third Reich, Joachim Fest, p. 255
191. ↑  Richard Bonney; Confronting the Nazi War on Christianity: the Kulturkampf Newsletters, 1936–1939; International Academic Publishers; Bern; 2009 ISBN 978-3039119042; p. 122
192. ↑  Gill, 1994, see Chronology
193. ↑  The Face of the Third Reich, Joachim Fest, pp. 247–264
194. ↑  Peter Longerich; Heinrich Himmler; Translated by Jeremy Noakes and Lesley Sharpe; Oxford University Press; 2012; p. 265
195. ↑  Peter Longerich; Heinrich Himmler; Translated by Jeremy Noakes and Lesley Sharpe; Oxford University Press; 2012; p. 269
196. ↑  Peter Longerich; Heinrich Himmler; Translated by Jeremy Noakes and Lesley Sharpe; Oxford University Press; 2012; p. 270
197. ↑  Norman H. Baynes, ed., The Speeches of Adolf Hitler, April 1922 – August 1939. Vol. 1. Oxford: Oxford University Press, 1942, pp. 240, 378, 386.
198. ↑  Richard Overy; The Dictators: Hitler's Germany, Stalin's Russia; Allen Lane/Penguin; 2004. pp 281
199. ↑  Overy, Richard (2004) The Dictators: Hitler's Germany, Stalin's Russia; Allen Lane/Penguin. p. 281
200. 1 2  from Norman H. Baynes, ed. (1969). The Speeches of Adolf Hitler: April 1922 – August 1939. 1. New York: Howard Fertig. p. 240
201. ↑  Norman H. Baynes, ed., The Speeches of Adolf Hitler, April 1922 – August 1939. Vol. 1. Oxford: Oxford University Press, 1942, pp. 369–370.
202. ↑  Norman H. Baynes, ed., The Speeches of Adolf Hitler, April 1922–August 1939. Vol. 1. Oxford: Oxford University Press, 1942, p. 378.
203. ↑  Norman H. Baynes, ed., The Speeches of Adolf Hitler, April 1922 – August 1939. Vol. 1. Oxford: Oxford University Press, 1942, p. 386.
204. ↑  . BBC. 2005-01-18  [2008-04-28]. （原始内容存档于2005-11-17）.
205. 1 2  K. Kris Hirst. . About.com Education （英语）.
206. ↑  Trevor-Roper, Hugh. . . 580 Eighth Avenue, New York, NY 10018: Enigma Books. 2000: 7. ISBN 1-929631-05-7.
207. ↑  Carruthers, Bob. . South Yorkshire, S70 2AS, England, UK: Pen & Sword Books Ltd. 2018: 22  [2023-06-13]. ISBN 9781473868885. （原始内容存档于2023-07-13） （英语）.
208. ↑  .   [2018-06-27]. （原始内容存档于2019-10-22） （英语）.( at the WayBack Machine)
209. ↑  Angebert 1974，第246頁
210. ↑  Angebert 1974，第275–276頁 note 14
211. 1 2 3  Klaus Gensicke. . Frankfurt/M. 1988: 234 （德语）.
212. ↑  Holocaust Encyclopedia. . United States Holocaust Memorial Museum.   [2013-07-17]. （原始内容存档于2018-06-27） （英语）.
213. ↑  Ralf Paul Gerhard Balke. . Düsseldorf. 1997: 260 （德语）.
214. ↑  Gudrun Krämer. . Wiesbaden. 1982: 282 （德语）.
215. 1 2 3 4  Albert Speer. . Simon and Schuster. 1997: 96–  [2010-09-15]. ISBN 978-0684829494 （英语）.
216. ↑  Cameron et al. 2007，第667頁.
217. ↑  Motadel, David （页面存档备份，存于）. The Swastika and the Crescent （页面存档备份，存于）. The Wilson Quarterly - Winter 2015. After the war, Eva Braun’s sister, Ilse, remembered his frequent discussions on the topic, repeatedly comparing Islam with Christianity in order to devalue the latter. In contrast to Islam, which he saw as a strong and practical faith, he described Christianity as a soft, artificial, weak religion of suffering.
218. ↑  Stefan Wild. . Die Welt des Islams. New Series. 1985, 25 (1/4): 126–173. JSTOR 1571079. doi:10.2307/1571079 （德语）. Wir werden weiterhin die Unruhe in Fernost und in Arabien schüren. Denken wir als Herren und sehen in diesen Völkern bestenfalls lackierte Halbaffen, die die Knute spüren wollen.
219. ↑  Wolfgang Schwanitz. . Ala Al-Hamarneh and Jörn Thielmann  (编). . Leiden: Koninklijke Brill NV. 2008: 203  [2023-06-14]. ISBN 978-9004158665. （原始内容存档于2023-10-28） （英语）.
220. ↑  Wistrich, Robert S. (1985) Hitler's Apocalypse: Jews and the Nazi Legacy. London: Weidenfeld & Nicolson. p. 59 ISBN 0297787195
221. ↑  . USA Department of State Office of the Historian. 4 March 1942  [20 June 2020]. （原始内容存档于2023-07-13）.
222. ↑  Wolfe, Michael. . Washington Post. 8 September 2014  [20 June 2020]. （原始内容存档于2020-01-27） （英语）.
223. 1 2  Richard J. Evans; In Search of German Social Darwinism: The History and Historiography of a Concept; a chapter from Medicine & Modernity: Public Health & Medical Care in 19th and 20th Century Germany; Press Syndicate of the University of Cambridge; 1997; pp. 55–57
224. ↑  Richard J. Evans; The Third Reich at War; Penguin Press; New York. 2009, p. 547
225. 1 2  Adolf Hitler, Mein Kampf, Ralph Mannheim, ed., New York: Mariner Books, 1999, p. 65.
226. ↑  Nazi Germany & the Jews: The Years of Persecution 1933–39, Saul Friedländer, p. 47, Weidenfeld & Nicolson, 1997, ISBN 978-0297818823
227. ↑  Zalampas, Sherree Owens. (1990). Adolf Hitler: A psychological interpretation of his views on architecture, art, and music. Bowling Green, Ohio: Bowling Green University Popular Press, p. 139..
228. ↑  Ellenberger, Henri (1970). The Discovery of the Unconscious: The history and evolution of dynamic psychiatry. New York: Basic Books. p. 235.[]
229. ↑  Sklair, Leslie (2003). The Sociology of Progress. New York: Routledge, p. 71. ISBN 978-0415175456
230. ↑  Karl Dietrich Bracher, The German Dictatorship, pp. 86–87
231. ↑  The War Against the Jews, 1933–1945. First published 1975; this Bantam edition 1986, p. 23. ISBN 978-0553345322
232. 1 2  John Toland. (1976). Adolf Hitler: The Definitive Biography. New York: Anchor Books, p. 703.
233. 1 2  José M. Sánchez, Pius XII and the Holocaust; Understanding the Controversy (Washington, D.C: Catholic University of American Press, 2002), p. 70.
234. ↑  Laurence Rees; The Dark Charisma of Adolf Hitler; Ebury Press. 2012; pp. 61–62
235. ↑  Richard J. Evans; In Search of German Social Darwinism: The History and Historiography of a Concept, 1997 – (quoted by Richard Weikart in Hitler's Religion: The Twisted Beliefs that Drove the Third Reich; Regnery; US 2016; ISBN 978-1621575009; p. 352)
236. ↑  Fest, Joachim (1974). Hitler. New York: Harcourt Brace Jovanovich, pp. 56[], 210.[]
237. ↑  Miller, Merle. . Yank, the Army Weekly (United States Department of War). August 10, 1945, 4 (8): 7 （英语）.
238. ↑  Theodore S. Hamerow; On the Road to the Wolf's Lair – German Resistance to Hitler; Belknap Press of Harvard University Press; 1997; ISBN 0674636805; p. 196
239. 1 2  Richard Overy; The Dictators Hitler's Germany Stalin's Russia; Allen Lane/Penguin; 2004. p. 278
240. 1 2  Julian Baggini; Atheism a Very Short Introduction; Oxford University Press, 2003, pp. 85–87
241. ↑  Richard Overy; The Dictators Hitler's Germany Stalin's Russia; Allen Lane/Penguin; 2004. pp. 278–285
242. ↑  Alan Bullock; Hitler: A Study in Tyranny; Harper Perennial Edition 1991; p. 218
243. ↑  Alan Bullock; Hitler: A Study in Tyranny; Harper Perennial Edition 1991; p. 236
244. ↑  Miner 2003，第54頁
245. ↑  Thomsett 1997，第54–55頁
246. ↑  Steigmann-Gall 2003，第11頁.
247. 1 2  Ian Kershaw; Hitler a Biography; 2008 Edn; W. W. Norton & Company; London; pp. 381–382
248. 1 2  Richard Overy; The Dictators Hitler's Germany Stalin's Russia; Allen Lane/Penguin; 2004. pp. 283–285
249. ↑  Ian Kershaw; Hitler 1889–1936 Hubris; Allen Lane/Penguin Press; 1998, p. 467
250. ↑  Geoffrey Blainey; A Short History of Christianity; pp. 495–496
251. ↑  Ian Kershaw; Hitler a Biography; 2008 Edn; W. W. Norton & Company; London; p. 295.
252. ↑  William L. Shirer; The Rise and Fall of the Third Reich; Secker & Warburg; London; 1960; pp 234–235
253. ↑  Complicity in the Holocaust, Robert P. Ericksen Cambridge University Press pp. 109–110
254. ↑  Speer, Albert (1970). Inside the Third Reich. New York: p. 95.
255. ↑  Steigmann-Gall 2003，第84頁
256. ↑  Steigmann-Gall, Richard. . Kent State University. 2007-06-01.
257. ↑  Ian Kershaw; Hitler 1889–1936: Hubris; Allen Lane/Penguin Press; 1998, pp. 489–490
258. ↑  William L. Shirer; The Rise and Fall of the Third Reich; Secker & Warburg; London; 1960; pp. 234–238.
259. ↑  Kenneth Scott Latourette, Christianity in a Revolutionary Age vol. IV The Twentieth Century in Europe (Grand Rapids: Zondervan, 1961), p. 259 f.
260. ↑  Poewe, Karla (2006). New Religions and the Nazis. Routledge, p. 30.
261. ↑  Steigmann-Gall 2003，第260頁
262. 1 2 3  Richard Overy; The Dictators Hitler's Germany Stalin's Russia; Allen Lane/Penguin; 2004. p. 286
263. ↑    - William Shirer; Rise and Fall of the Third Reich: A History of Nazi Germany, p. 240, Simon and Schuster, 1990: "under the leadership of Rosenberg, Bormann and Himmler – backed by Hitler – the Nazi regime intended to destroy Christianity in Germany, if it could, and substitute the old paganism of the early tribal Germanic gods and the new paganism of the Nazi extremists".
  - Richard Overy: The Dictators Hitler's Germany Stalin's Russia; Allen Lane/Penguin; 2004. p. 287: "From the mid 1930s the regime and party were dominated much more by the prominent anti-Christians in their ranks – Himmler, Bormann, Heydrich – but were restrained by Hitler, despite his anti religious sentiments, from any radical programme of de-Chritianization. ... Hitler 'expected the end of the disease of Christianity to come about by itself once its falsehoods were self evident"
  - Kershaw, Ian, Hitler, 1889–1936: Hubris, pp. 575–576, W. W. Norton & Company, 2000
264. ↑  Kershaw, Ian, Hitler, 1889–1936: Hubris, pp. 575–576, W. W. Norton & Company, 2000
265. ↑  Paul Berben; Dachau: The Official History 1933–1945; Norfolk Press; London; 1975; ISBN 085211009X; p. 142.
266. ↑  Encyclopædia Britannica: Dachau, by Michael Berenbaum.
267. ↑  Paul Berben; Dachau: The Official History 1933–1945; Norfolk Press; London; 1975; ISBN 085211009X; pp. 276–277.
268. ↑  Encyclopædia Britannica Online – Dietrich Bonhoeffer （页面存档备份，存于）; web 25 April 2013
269. ↑  Ian Kershaw; Hitler a Biography; 2008 Edn; WW Norton & Company; London p. 661[缺少ISBN]
270. ↑  Albert Speer. (1997). Inside the Third Reich: Memoirs. New York: Simon and Schuster, p. 177.
271. ↑  Alan Bullock; Hitler: A Study in Tyranny; HarperPerennial Edition 1991; p. 219
272. ↑  Gill, Anton (1994). An Honourable Defeat; A History of the German Resistance to Hitler. Heinemann Mandarin. 1995 paperback ISBN 978-0434292769, pp. 14–15
273. ↑  Michael Phayer; The Response of the German Catholic Church to National Socialism 的存檔，存档日期2019-01-20., published by Yad Vashem
274. ↑  Sharkey, Joe. . The New York Times. 13 January 2002  [2011-06-07]. （原始内容存档于2023-05-31）.
275. ↑  Bonney, Richard ed. (2001). "The Nazi Master Plan: The Persecution of the Christian Churches" （页面存档备份，存于） Rutgers Journal of Law and Religion (Winter): 1–4.
276. ↑  Office of Strategic Services (1945). The Nazi Master Plan 的存檔，存档日期2013-09-26.. Annex 4. Ithaca NY: Cornell Law Library, p. 9. 的存檔，存档日期2012-02-08.
277. ↑  Ian Kershaw; Hitler 1936–1945 Nemesis; WW Norton & Company; 2000; pp. 40–41
278. ↑  Ian Kershaw; Hitler 1936–1945 Nemesis; WW Norton & Company; 2000; pp. 428
279. ↑  Trevor-Roper, Hugh. . . 580 Eighth Avenue, New York, NY 10018: Enigma Books. 2000: 33, 59. ISBN 1-929631-05-7 （英语）.
280. ↑  Baynes, Norman H. ed. (1969). The Speeches of Adolf Hitler: April 1922 – August 1939. 1. New York: Howard Fertig, p. 378.
281. ↑  Bock, Heike. . Hanne May  (编). . VS Verlag fnr Sozialw. 2006: 157. ISBN 3810040398 （英语）.
282. ↑  Kaiser, Jochen-Christoph. Christel Gärtner , 编. . Organisierter Atheismus. VS Verlag. 2003: 122, 124–126. ISBN 978-3810036391 （德语）.
283. ↑  Nazi trial documents made public （页面存档备份，存于）, BBC, 11 January 2002
284. ↑  Richard J. Evans; The Third Reich at War; Penguin Press; New York 2009, p. 546
285. ↑  The Nazi Persecution of the Churches, 1933–1945, by John S. Conway p. 232; Regent College Publishing
286. ↑  Ian Kershaw; Hitler: A Biography; 2008 Edn; W. W. Norton & Co; London; pp. 381–382
287. ↑   Mosse 2003, p. 240.
288. ↑  Geoffrey Blainey; A Short History of Christianity; Viking; 2011; p. 496
289. ↑  Fischel, Jack.  Third. Lanham, Maryland. 2020. ISBN 978-1-5381-3015-5.

### 文獻
- Angebert, Jean-Michel, , Macmillan, 1974, ISBN 978-0025021501.
- Baynes, Norman,  1, New York: Oxford University Press, 1942, ISBN 978-0598758934.
- Bullock, Alan, , Abridged Edition, New York: Harper Perennial, 1991, ISBN 0060920203
- Cameron, Norman; Stevens, R. H. Stevens; Weinberg, Gerhard L.; Trevor-Roper, H. R. . New York: Enigma Books. 2007. ISBN 978-1936274932.
- Carrier, Richard, , German Studies Review 26 (3) (German Studies Association, Johns Hopkins University Press), 2003, 26 (3): 561–576, JSTOR 1432747, doi:10.2307/1432747.
- Davies, Norman, , Oxford: Oxford University Press, 19961996, ISBN 978-0198201717.
- Dawidowicz, Lucy, , Bantam, 1986, ISBN 978-0553345322.
- De George, Richard; Scanlan, James, , Dordrecht: D. Reidel, 1975.
- Fest, Joachim, , Propyläen, 1973, ISBN 978-3549073018.
- Fest, Joachim, , Harcourt, 2002, ISBN 978-0156027540.
- Goodrick-Clarke, Nicholas, , Wellingborough, England: The Aquarian Press, 19851985, ISBN 978-0850304022.
- Gunther, John, , New York: Harper & brothers, 1938.
- Hart, Stephen; Hart, Russell; Hughes, Matthew, , Osceola, Wisconsin: MBI, 2000.
- Hitler, Adolf,  2, 1926.
- Irving, David, , New York: Viking Press, 1978, ISBN 978-0670749713.
- Kershaw, Ian, , Oxford University Press, 1987.
- Kershaw, Ian, , London: W. W. Norton & Company, 20001999, ISBN 978-0393320350.
- Kershaw, Ian, , W. W. Norton & Company, 2008, ISBN 978-0393067576.
- Miner, Steven, , Chapel Hill: University of North Carolina Press, 20032003, ISBN 978-0807827369.
- Rissmann, Michael, , Zürich München: Pendo: 94–96, 2001, ISBN 978-3858424211.
- Sage, Steven, , New York: Carroll & Graf, 20062006, ISBN 978-0786717132
- Schramm, Percy Ernst (1978) "The Anatomy of a Dictator" in Hitler: The Man and the Military Leader. Detwiler, Donald S., ed. Malabar, Florida: Robert E. Kreiger Publishing Company. ISBN 089874962X; originally published as the introduction to Picker, Henry (1963) Hitlers Tischgespräche im Führerhauptquarter ("Hitler's Table Talk")
- Shirer, William, , New York: Simon & Schuster, 1960  [2008-04-28], （原始内容存档于2023-04-30）.
- Siemon-Netto, Uwe, , St. Louis: Concordia Publishing House, 19951995, ISBN 978-0570048008.
- Speer, Albert, , Orion, 1997, ISBN 978-1857992182.
- Steigmann-Gall, Richard, , Cambridge University Press, 20032003, ISBN 978-0521823715.
- Thomsett, Michael, , Jefferson, NC: McFarland, 19971997, ISBN 978-0786403721.
- Toland, John, , Doubleday, 19761976, ISBN 978-0385037242.
- Toland, John, , New York: Anchor, 19921992, ISBN 978-0385420532.
- Westerlund, David; Ingvar, Svanberg, , New York: St. Martin's Press, 1999.
- Zipfel, Friedrich, , Berlin: Walter de Gruyter & Co., 1965.

## 外部連結
- Mein Kampf （页面存档备份，存于）; by Adolf Hitler
- Mein Kampf （页面存档备份，存于）; by Adolf Hitler (James Vincent Murphy's translation, published by Hurst and Blackett in 1939)
- Dunning, Brian. . Skeptoid. 11 January 2022  [14 May 2022].